# Lista odcinków serialu animowanego Fineasz i Ferb
W artykule znajduje się lista odcinków serialu Fineasz i Ferb. Prapremiera serialu miała miejsce 17 sierpnia 2007 w USA na kanale Disney Channel. Wyemitowano wówczas odcinek Kolejka. W Polsce odcinek ten został wyemitowany 5 października 2007. Regularną emisję serialu rozpoczęto zarówno w USA, jak i w Polsce 1 lutego 2008.

## Serie
| Seria | Odcinki | Premiera serii   | Finał serii       |  | Premiera serii      | Finał serii       |
| ----- | ------- | ---------------- | ----------------- |  | ------------------- | ----------------- |
| 1     | 26      | 17 sierpnia 2007 | 18 lutego 2009    |  | 5 października 2007 | 18 maja 2009      |
| 2     | 39      | 19 lutego 2009   | 11 lutego 2011    |  | 1 maja 2009         | 3 września 2011   |
| 3     | 35      | 17 września 2011 | 30 listopada 2012 |  | 1 kwietnia 2011     | 21 marca 2013     |
| 4     | 37      | 7 grudnia 2012   | 12 czerwca 2015   |  | 18 kwietnia 2013    | 21 listopada 2015 |

## Seria 1:2007–2009
| 1 | Kolejka / Fretka traci głowę „Rollercoaster” / „Candace Loses Her Head”                                                                    | 11 kwietnia 2009 | 17 sierpnia 2007 (A) 5 lutego 2008 (B)  | 5 października 2007 (A) 5 lutego 2008 (B) |
| Kolejka: Fineasz i Ferb budują największą kolejkę świata, podczas gdy ich mama idzie na zakupy. Siostra chłopców, Fretka usiłuje za wszelką cenę ich przyłapać. W tym czasie Pepe Pan Dziobak musi powstrzymać doktora Dundersztyca, który próbuje obrócić Ziemię z pomocą wielkiego magnesu i kuli z cyn-folii. Fretka traci głowę: Fretka ma urodziny, więc Fineasz i Ferb postanawiają wyrzeźbić jej twarz na wzgórzu Mount Rushmore. W tym czasie Agent P musi powstrzymać doktora Dundersztyca, który z pomocą Świdronatora chce się przekopać do Chin i wybudować tam płatną autostradę. | |                  |                                         |                                           |
| 2 | Szybcy i Fineaszowi / Plażowa impreza w cieniu krasnalowego terroru „The Fast and the Phineas” / „Lawn Gnome Beach Party of Terror”        | 11 kwietnia 2009 | 2 lutego 2008 (A) 28 września 2007 (B)  | 2 lutego 2008 (A) 1 lutego 2008 (B)       |
| Szybcy i Fineaszowi: Fineasz i Ferb przebudowują auto mamy na samochód wyścigowy i biorą udział w organizowanym w Danville wyścigu samochodowym. Tymczasem doktor Dundersztyc chce spuścić powietrze ze wszystkich dmuchanych przedmiotów. Plażowa impreza w cieniu krasnalowego terroru: Fineasz i Ferb urządzają na podwórku własną plażę, której królową zostaje Fretka. Tymczasem doktor Dundersztyc zamierza ukraść wszystkie krasnale ogrodowe z Okręgu Trzech Stanów z pomocą Gnomodestruktora. | |                  |                                         |                                           |
| 3 | Kilku Wspaniałych / La-Zima „The Magnificent Few” / „S’Winter”                                                                             | 1 maja 2009      | 8 lutego 2008 (A) 9 lutego 2008 (B)     | 8 lutego 2008 (A) 9 lutego 2008 (B)       |
| Kilku wspaniałych: Doktor Dundersztyc buduje kask kontrolujący termity, aby nakazać im zjedzenie całego drewna z okręgu trzech stanów. Fineasz, Ferb i Izabela postanawiają zagonić krowy z powrotem do zagrody. La’Zima: Fineasz i Ferb postanawiają zrobić zimę w lipcu. Tymczasem doktor Dundersztyc zamierza przetopić całą czekoladę z okręgu trzech stanów na swoje figurki. | |                  |                                         |                                           |
| 4 | Nasza własna mumia / Jednostrzałowiec „Are You My Mummy?” / „Flop Starz”                                                                   | 12 kwietnia 2009 | 15 lutego 2008 (A) 1 lutego 2008 (B)    | 1 lutego 2008 (A) 16 lutego 2008 (B)      |
| Nasza własna mumia: Zainspirowani filmem o mumiach, Fineasz i Ferb postanawiają mieć własną mumię. Dundersztyc chce podnieść poziom morza, korzystając z wody znajdującej się w rzece. Jednostrzałowiec: Gdy w centrum handlowym odbywa się przesłuchanie na super amerykańską gwiazdę pop, Fineasz i Ferb tworzą grupę muzyczną o nazwie Fineasz i kawał Ferba. W tym samym czasie Agent Pepe musi uratować miasto przez doktorem Dundersztycem, który swoim robotem chce zniszczyć miasto. | |                  |                                         |                                           |
| 5 | Bamber w akcji / Światła, Fretka, akcja! „Raging Bully” / „Lights, Candace, Action”                                                        | 12 kwietnia 2009 | 4 lutego 2008 (A) 3 lutego 2008 (B)     | 4 lutego 2008 (A) 3 lutego 2008 (B)       |
| Bamber w akcji: Fineasz wchodzi w sprzeczkę z Bamberem, plamiąc jego spodnie lodem. Z pomocą Evandera Holyfielda chłopcy organizują sprawiedliwą walkę na kciuki. Tymczasem doktor Dundersztyc obchodzi urodziny i z pomocą Zniwelatora chce sprawić, żeby jego urodziny były najlepsze w życiu. Światła, Fretka, akcja: Fretka ma wystąpić w sztuce księżniczki rozterki, jednak okazuje się, że reżyserują ją Fineasz i Ferb. Tymczasem doktor Dundersztyc tworzy Sero-Dojrzewaczo-Przyśpieszacz, aby szybciej stworzyć ser według starego rodzinnego przepisu. | |                  |                                         |                                           |
| 6 | Zabieraj mi tę wielką stopę z twarzy / Robo-drzewa „Get That Bigfoot Outa My Face” / „Tree to Get Ready”                                   | 24 maja 2009     | 23 lutego 2008 (A) 22 marca 2008 (B)    | 24 lutego 2008 (A) 26 czerwca 2008 (B)    |
| Zabieraj mi tę Wielką Stopę z twarzy!: Fretka, Fineasz, Ferb i ich przyjaciele jadą do babci i dziadka, gdzie słyszą historię o Wielkiej Stopie. Doktor Dundersztyc umawia się na randkę przez internet. Okazuje się, że wybranka doktora woli towarzystwo Pepe Pana Dziobaka. Robo-drzewa: Fineasz i Ferb przerabiają swój i Fretki domek na drzewie, robiąc z nich walczące roboty. Doktor Dundersztyc chce przejąć kontrolę nad gołębiami, aby zepsuły uroczystość z udziałem jego brata. | |                  |                                         |                                           |
| 7 | Wehikuł ambarasu "It’s About Time!” | 25 maja 2009     | 1 marca 2008                            | 29 lutego 2008                            |
| Chłopcy naprawiają zepsuty wehikuł czasu i przenoszą się razem z Fretką do czasów, kiedy na Ziemi żyły dinozaury. Tymczasem Pepe Pan Dziobak dowiaduje się, że doktor Dundersztyc ma nowego nemezis, Pupu Pana Pandę. Nota: Odcinek ten miał światową premierę w Polsce. | |                  |                                         |                                           |
| 8 | Cyrk z alergią / Kup pan dziecku cegłę „Jerk De Soleil” / „Toy to the World”                                                               | 6 maja 2009      | 10 lutego 2008 (A) 22 lutego 2008 (B)   | 10 lutego 2008 (A) 23 lutego 2008 (B)     |
| Cyrk z alergią: Fineasz, Ferb, Izabela i przyjaciele tworzą własny cyrk w ogródku. Doktor Dundersztyc wymyśla maszynę do napełniania powietrza helem, aby jego głos był najbardziej męski w Okręgu Trzech Stanów. Kup pan dziecku cegłę: Fineasz i Ferb projektują własną zabawkę-Dziobaka, który staje się hitem i każde dziecko chce go mieć. Tymczasem doktor Dundersztyc kradnie cegły, aby zbudować mur, który odgrodzi miasto od świata, aby pobierać opłaty za przejazd. | |                  |                                         |                                           |
| 9 | Wystarczy jeden porządny strach "One Good Scare Ought to Do It!”                                                                           | 7 maja 2009      | 3 października 2008                     | 25 lutego 2009                            |
| Fineasz i Ferb budują nawiedzony dom, aby pomóc Izabelli pozbyć się czkawki. Z kolei Fretka idzie na randkę do domu Jeremiasza, gdzie poznaje jego straszną siostrę Zuzię. Tymczasem doktor Dundersztyc chce „wyparować” dom mentora, Kevina. | |                  |                                         |                                           |
| 10 | Rycerski turniej / Ja, Brobot „A Hard Day’s Knight” / „I, Brobot”                                                                          | 8 maja 2009      | 14 czerwca 2008 (A) 6 lutego 2008 (B)   | 14 września 2008 (A) 6 lutego 2008 (B)    |
| Rycerski turniej: Fineasz i Ferb jadą do dziadków do Anglii, gdzie postanawiają zorganizować turniej rycerski. Pepe Pan Dziobak dowiaduje się, że doktor Dundersztyc jedzie na spotkanie złoczyńców. Postanawia przebrać się za złoczyńcę, aby dowiedzieć się, co planuje jego wróg. Ja, Brobot: Fineasz i Ferb tworzą podobne do nich roboty Finedroidy i Ferboty, aby móc stworzyć jak najwięcej projektów tego lata. Tymczasem doktor Dundersztyc zostawił na automatycznej sekretarce wiadomości do swojej dziewczyny, które chce usunąć za pomocą wielkiego magnesu. | |                  |                                         |                                           |
| 11 | Urodziny mamy / Podróż do wnętrza Fretki „Mom’s Birthday” / „Journey to the Center of Candace”                                             | 9 maja 2009      | 10 maja 2008 (A) 29 lutego 2008 (B)     | 24 czerwca 2008 (A) 25 czerwca 2009 (B)   |
| Urodziny mamy: Mama Fineasza i Ferba ma urodziny, więc Fineasz i Ferb chcą stworzyć dla niej jak najlepszy prezent. Irytuje to Fretkę, która również ma podobne plany. Tymczasem doktor Dundersztyc chce z pomocą swojego nowego wynalazku usunąć rzeczy, które go denerwują. Podróż do wnętrza Fretki: Fineasz i Ferb budują łódź podwodną, którą później pomniejszają, żeby dostać się do brzucha psa Izabeli, który połknął jej szarfę z odznakami. Przez przypadek trafiają do wnętrza Fretki, która jest na randce z Jeremiaszem. | |                  |                                         |                                           |
| 12 | Wybieg na wybiegu / Lody z migdałkami „Run Away, Runway” / „I Scream, You Scream”                                                          | 10 maja 2009     | 7 lutego 2008 (A) 17 lutego 2008 (B)    | 16 czerwca 2008 (A) 17 czerwca 2008 (B)   |
| Wybieg na wybiegu: Fretka zostaje modelką słynnego projektanta Gastona Le Mode, jednak okazuje się, że ma nosić ubrania zaprojektowane przez Fineasza i Ferba. Tymczasem doktor Dundersztyc tworzy swoje kopie, żeby stały za niego w kolejkach. Lody z migdałkami: Fineasz i Ferb chcą zrobić ogromne lody dla Izabeli, jednak przez pomyłkę dostają w sklepie plany nowego wynalazku doktora Dundersztyca. Tymczasem Fretka i Vanessa próbują udowodnić swoim mamom, że ich bracia i tata robią coś dziwnego. | |                  |                                         |                                           |
| 13 | Rozpacz parkuje / Ballada o Złobrodym „It’s a Mud, Mud, Mud, Mud World” / „The Ballad of Badbeard”                                         | 11 maja 2009     | 24 lutego 2008 (A) 14 kwietnia 2008 (B) | 19 czerwca 2008 (A) 23 czerwca 2008 (B)   |
| Rozpacz parkuje: Fineasz i Ferb budują Monster Trucka, aby Fretka nauczyła się parkować równolegle. Tymczasem doktor Dundersztyc tworzy własną linię samochodów. Ballada o Złobrodym: Zainspirowani opowieścią dziadka o piracie Złobrodym, Fineasz i Ferb wyruszają w rejs na Wyspę Złość, aby odnaleźć zaginiony skarb. Tymczasem doktor Dundersztyc kupuje sobie nowy dom. | |                  |                                         |                                           |
| 14 | Stary, zbieramy znów kapelę „Dude, We’re Getting the Band Back Together”                                                                   | 12 maja 2009     | 8 marca 2008                            | 30 sierpnia 2008                          |
| Fineasz i Ferb chcą reaktywować zespół Miłosie, aby zrobić prezent rodzicom z okazji ich rocznicy ślubu. Doktor Dundersztyc organizuje dla Vanessy imprezę urodzinową. W jej organizacji pomaga mu Pepe Pan Dziobak. | |                  |                                         |                                           |
| 15 | Przygotuj się na Bettys / Latający Rybiarz „Ready For the Bettys” / „The Flying Fishmonger”                                                | 13 maja 2009     | 12 września 2008                        | 18 czerwca 2008 (A) 4 maja 2009 (B)       |
| Przygotuj się na Bettys: Fretka i jej przyjaciółka Stefa wygrywają dzień ze znanym zespołem Bettys. Tymczasem Fineasz i Ferb odkrywają przejście do bazy Pepe i wyruszają na jego misję. Latający Rybiarz: Fineasz i Ferb chcą pomóc dziadkowi Ferba i zrekonstruować jego ostatni nieudany występ z pomocą Izabeli i zastępu Ogników. | |                  |                                         |                                           |
| 16 | Fineasz i Ferb nakryci „At Last/Phineas and Ferb Get Busted”                                                                               | 14 maja 2009     | 16 lutego 2009                          | 14 marca 2009                             |
| Fretce udaje się przyłapać braci, gdy budują „latający wóz przyszłości dzisiaj”. Fineasz i Ferb trafiają do Reformatorskiej Szkoły Wojskowej, gdzie zostają pozbawieni wyobraźni oraz kreatywności. Wkrótce Fretka doszła do wniosku, że Reformatorska Szkoła Wojskowa nie jest dobrym miejscem dla jej braci i postanawia ich stamtąd wydostać z pomocą Jeremiasza. | |                  |                                         |                                           |
| 17 | Grecki jak błyskawica / Przyłap ich! "Greece Lighting" / "Leave The Busting To Us!”                                                        | 15 maja 2009     | 19 kwietnia 2008                        | 31 sierpnia 2008                          |
| Grecki jak błyskawica: Zainspirowani starożytną Grecja, Fineasz i Ferb urządzają wyścig rydwanów. Doktor Dundersztyc buduje wielkiego robota, Norma. Od wpadek jesteśmy my: Fretka po wielu nieudanych próbach przyłapania braci dzwoni do prowadzonego przez Lulu Wpadkę Jones programu „Przyłap ich”. | |                  |                                         |                                           |
| 18 | Wyrzut przed metą / Najleniwszy dzień w życiu „Crack That Whip” / „The Best Lazy Day Ever”                                                 | 16 maja 2009     | 24 maja 2008                            | 6 września 2008                           |
| Wyrzut przed metą: Fineasz i Ferb budują tor do jazdy na wrotkach, aby ich babcia Betty Jo mogła zmierzyć się w jeździe na rolkach z Hildegardą, babcią Jeremiasza. Tymczasem doktor Dundersztyc buduje Chlebopożerator, aby przemienić w bochenek chleba pomnik brodatego prezydenta. Najleniwszy dzień w życiu: Fineasz i Ferb postanawiają nic nie robić, co bardzo denerwuje ich siostrę Fretkę. Doktor Dundersztyc chce obrzydzić wszystkich ludzi w okręgu trzech stanów. | |                  |                                         |                                           |
| 19 | Mój chłopak, Neandertalczyk / Wyprawa do głębi Bambera „Boyfriend form 27,000 B.C.” / „Voyage to the Bottom of Buford”                     | 17 maja 2009     | 7 czerwca 2008                          | 7 września 2008                           |
| Mój chłopak, Neandertalczyk: Fineasz i Ferb znajdują w lodowcu jaskiniowca, którego Fretka bierze za przebranego Jeremiasza i idzie z nim na bal do Stefy. Tymczasem doktor Dundersztyc chce pozbyć się ludzi przebranych za kanapki. Wyprawa do głębi Bambera: Fineasz i Ferb wraz z przyjaciółmi budują łódź podwodną, aby odnaleźć zaginioną złotą rybkę Buforda. | |                  |                                         |                                           |
| 20 | Przestań grać w tego golfa / Czy ten dziób mnie pogrubia? „Put That Putter Away” / „Does This Duckbill Make Me Look Fat?”                  | 18 maja 2009     | 10 sierpnia 2008                        | 13 września 2008                          |
| Przestań grać w tego golfa: Fretka jest chora, więc prosi Stefę aby to ona przyłapała jej braci, którzy budują ogromny tor do minigolfa. Stefa daje się jednak wciągnąć w zabawę, przez co ignoruje polecenia przyjaciółki. Czy ten dziób mnie pogrubia?: Fineasz i Ferb budują teleporter, który przypadkowo zamienia miejscami mózgi Fretki i Pepe. Pepe wyrusza więc na nową misję w ciele Fretki. | |                  |                                         |                                           |
| 21 | Przygoda z uliczną kamerą / Kręgielnia „Traffic Cam-Caper” / „Bowl-R-Ama Drama”                                                            | 13 czerwca 2009  | 12 lipca 2008                           | 5 maja 2009 (A) 6 maja 2009 (B)           |
| Przygoda z uliczną kamerą: Fretka chce przyłapać swoich braci, używając zapisu z ulicznej kamery. Okazuje się, że są tam również zapisane tajne misje Agenta P. Pepe pożycza więc od doktora Dundersztyca jego robota Norma, aby odebrać Fretce nagranie. Kręgielnia: Fineasz i Ferb budują gigantyczna kulę do kręgli sterowaną od środka. Fretka wpada na pomysł, aby kulą dotrzeć do mamy i przyłapać Fineasza i Ferba. Tymczasem doktor Dundersztyc chce zamrozić okręg trzech stanów i sprzedawać gorącą czekoladę za grube pieniądze. | |                  |                                         |                                           |
| 22 | Potwór Fineasza i Ferbensteina / Miłośnicy sztuki „The Monster of Phineas-n-Ferbenstein” / „Oil on Candace”                                | 13 czerwca 2009  | 17 października 2008                    | 7 maja 2009 (A) 8 maja 2009 (B)           |
| Potwór Fineasza i Ferbensteina: Dziadek Ferba opowiada historię rodziny sprzed kilkuset lat o tym jak doktor Fineasztein i Ferbgor stworzyli dziobaka potwora. Miłośnicy sztuki: Fineasz i Ferb pomagają swojemu koledze Django narysować na pustyni gigantyczną laurkę dla taty. Doktor Dundersztyc chce zaimponować swojej dawnej nauczycielce Dr. Gewarlik. | |                  |                                         |                                           |
| 23 | Festyniarski festyn naukowy / Festyniarski festyn naukowy, inna historia „Unfair Science Fair”/ „Unfair Science Fair Redux (Another Story) | 14 sierpnia 2009 | 17 lutego 2009 (A) 18 lutego 2009 (B)   | 11 maja 2009 (A) 12 maja 2009 (B)         |
| Festyniarski festyn naukowy: Chłopcy pomagają Baljeetowi zbudować teleport na Marsa na wystawę wynalazków. Tymczasem Fretka rywalizuje z Wendy o posadę w Slushy Burger, gdzie pracuje Jeremiasz. Festyniarski festyn naukowy, inna historia: Fretka wydzwania do wszystkich, ale nikt nie odbiera. Dziewczyna używa teleportu braci, który przenosi ją na Marsa, gdzie zostaje ona królową Marsjan. Fineasz i Ferb wyruszają, aby ją odnaleźć. Nota: Każdy z odcinków opowiada tę samą historię, jednak z różnych perspektyw. | |                  |                                         |                                           |
| 24 | Skok w kosmos „Out to Launch” | 14 czerwca 2009  | 5 grudnia 2008                          | 26 lutego 2009                            |
| Fineasz i Ferb budują rakietę i wyruszają na swoją gwiazdę, którą ojciec kupił im przez internet. Przez przypadek rakietą leci z nimi również Fretka. Doktor Dundersztyc chce robić cienie na księżycu, aby udowodnić światu, że robi lepsze cienie niż jego przeciwnik Tomasz Dłonias. | |                  |                                         |                                           |
| 25 | Uczciwa gra / Kometa „Got Game?” / „Comet Kermilian”                                                                                       | 29 września 2009 | 2 sierpnia 2008                         | 13 maja 2009 (A) 14 maja 2009 (B)         |
| Uczciwa gra: Fineasz i Ferb urządzają igrzyska „Chłopaki kontra dziewczyny”. Tymczasem doktor Dundersztyc chce wygrać doroczną wystawę psów. Kometa: Fineasz i Ferb budują w ogródku obserwatorium, aby móc obejrzeć przelatującą nieopodal Ziemi kometę Kermiliana. Fretka idzie grać z Jeremiaszem w krykieta, jednak jej plany krzyżuje jego siostra Zuzia. Pepe tymczasem musi powstrzymać doktora Dundersztyca, który zamierza wykraść wszystkie steki z okręgu trzech stanów. | |                  |                                         |                                           |
| 26 | Żywy film / Wiwat, Doofania! "Out of Toon" / "Hail Doofania!”                                                                              | 30 września 2009 | 7 listopada 2008                        | 15 maja 2009 (A) 18 maja 2009 (B)         |
| Żywy film: Chłopcy budują studio animatroniczne, aby zrobić własną kreskówkę. Umieszczają w niej siebie, Izabelę, Baljeeta, Buforda, oraz Fretkę jako czarny charakter. Tymczasem doktor Dundersztyc buduje maszynę, która zmusza wszystkich do tańczenia. Wiwat, Doofania!: Fineasz i Ferb budują Tęczowystrzeliwator, po tym jak dowiadują się, że Izabela nigdy w życiu nie widziała tęczy. Z kolei w wyniku pomyłki w pralni, Fretka dostaje ubranie Vanessy i jej przyjaciele myślą, że została Gotką. Tymczasem doktor Dundersztyc z pomocą Norma buduje swoje własne państwo Doofanię. Pepe ma trudności z dotarciem na misję, gdyż po ostatniej walce z doktorem musi nosić kołnierz. Nota: Jest to finał 1 sezonu. | |                  |                                         |                                           |

## Seria 2: 2009–2011
| 27 | Potwór z Loch Noss „The Lake Nose Monster”                                                               | 19 września 2009                                     | 19 lutego 2009                                     | 1 maja 2009                                          |
| Fineasz i Ferb wraz z rodziną wybierają się na wakacje nad jezioro. Fretka zatrudnia się tam jako ratownik wraz z Jeremiaszem. Tymczasem chłopcy chcą odnaleźć żyjącego w jeziorze potwora Nossego. Okazuje się, że potwór jest miły i przyjacielski, ale nie chce, aby ludzie się o nim dowiedzieli, gdyż woli spokojne życie. Doktor Dundersztyc chce oczyścić jezioro z cynku. | |                                                      |                                                    |                                                      |
| 28 | Wywiad z dziobakiem / Końcówki świata „Interview With a Platypus” / „Tip Of The Day”                     | 19 września 2009                                     | 20 lutego 2009                                     | 19 maja 2009 (A) 20 maja 2009 (B)                    |
| Wywiad z dziobakiem: Chłopcy chcą dowiedzieć się co oznacza terkotanie Pepe i budują tłumacz. Doktor Dundersztyc zamierza zalać okręg trzech stanów. Podczas tego do domu Flynn’ów ściąga się cała gromada zwierząt i opowiada swoje problemy. Fretka spędza czas z Jeremiaszem, ale przeszkadza jej pies Zuzi, więc gdy wróciła do domu nawrzeszczała na zwierzęta które zaczęły ją gonić. Na końcu odcinka Fretce udaje się pokazać mamie tłumacz Fineasza i Ferba. Linda uważa, że tłumacz jest wspaniały. Potem okazało się, że terkotanie Pepe nic nie znaczy. Dzięki temu Fretce znów się nie udało przyłapać braci choć udało jej się pokazać mamie tłumacz. Końcówki świata: Fineasz dowiaduje się jak nazywa się plastikowa końcówka od sznurówki i pragnie nauczyć tego słowa cały świat. Doktor Dundersztyc zamierza usunąć jego kompromitujące wideo z czasów liceum. | |                                                      |                                                    |                                                      |
| 29 | Atak 15-metrowej siostry / Ogrodowe akwarium „Attack of 50 Foot Sister” / „Backyard Aquarium”            | 26 września 2009                                     | 21 lutego 2009                                     | 21 maja 2009 (A) 22 maja 2009 (B)                    |
| Atak 15-metrowej siostry: Chłopcy opracowują płyn powiększający, aby pomóc Baljeetowi wygrać konkurs na największego arbuza. Używa go Fretka, aby zostać gwiazdą reklam kosmetyka „Supermłoda”. Niestety płyn jest za mocny i Fretka rośnie do 15 metrów. Tymczasem doktor Dundersztyc chce zasmrodzić cały okręg trzech stanów. Ogrodowe akwarium: Chłopcy mają nowe zwierzątko: rybkę Złocię, budują jej więc wielkie akwarium z wieloma innymi rybami i ssakami. Fretka czeka na telefon od Jeremiasza. Doktor Dundersztyc chce się zemścić na sprzedawcach hot dogów. | |                                                      |                                                    |                                                      |
| 30 | Dzień żyjącej żelatyny / Podstawy, moja droga "Day of the Living Gelatin!” / „Elementary, My Dear Stacy” | 27 września 2009                                     | 28 lutego 2009                                     | 25 maja 2009 (A) 26 maja 2009 (B)                    |
| Dzień żyjącej żelatyny: Chłopcy robią w basenie Isabeli największą galaretkę. Pepe pomylił bazę i trafił do bazy psa Pinkiego który jest psem Isabeli. Zły doktor Dundersztyc zaprosił Pepe na herbatkę żeby zmienić go w złego, przypadkowo trafia w galaretkę która ożywa i połyka Fretkę. Wszyscy z nią walczą. Podstawy, moja droga: Rodzina i Stefa przyjeżdżają do Anglii. Fretka i Stefa całą noc czytają książki o Sherlocku Holmesie. Chłopcy budują wodną zjeżdżalnię, a Fretka próbuje ich przyłapać, wykorzystując wskazówki z książek. Stefa chce iść na zakupy, ale przyjaciółka ją od tego odciąga. Doktor Dundersztyc chce przenieść Big Bena obok swojego domu. Pepe współpracuje z angielskim agentem. | |                                                      |                                                    |                                                      |
| 31 | Nawet nie mrugnij / Pan Dziobak „Don’t Even Blink” / „Chez Platypus”                                     | 3 października 2009                                  | 4 kwietnia 2009                                    | 10 sierpnia 2009                                     |
| Nawet nie mrugnij: Fretka chcąc się dowiedzieć, dlaczego każdy wynalazek Fineasza i Ferba znika w niezrozumiały sposób, każe wszystkim (po wybudowaniu kolejnego wynalazku) siedzieć na leżakach i patrzeć, co się stanie. Tymczasem doktor Dundersztyc zrobił promień niewidzialności, aby harcerki roznoszące ciastka nie musiały na niego patrzeć, kiedy jest w domu. Pan Dziobak: Fineasz i Ferb budują dziobakową restaurację. Jeremiasz zaprasza do niej Fretkę. Doktor Dundersztyc tymczasem przychodzi do tej samej restauracji na kolację z nową ukochaną. | |                                                      |                                                    |                                                      |
| 32 | Pepe znosi jajko / Oszukać system „Perry Lays an Egg” / „Gaming the System”                              | 10 października 2009                                 | 11 kwietnia 2009                                   | 11 sierpnia 2009                                     |
| Pepe znosi jajko: Zbieg okoliczności sprawia, iż chłopcy myślą, że Pepe złożył jajka. Doktor Dundersztyc tymczasem zamierza odegrać się na wielorybach, przez które stracił kiedyś dziewczynę. Oszukać system: Fineasz i Ferb budują maszynę pozwalającą stać bohaterem gry komputerowej. Doktor Dundersztyc chce zamienić ubrania mężczyzn w okręgu trzech stanów na suknie. | |                                                      |                                                    |                                                      |
| 33 | Przygody Hika „The Cronicles of Meap”                                                                    | 24 października 2009                                 | 18 kwietnia 2009                                   | 12 sierpnia 2009                                     |
| Fineasz i Ferb grając w baseball przypadkowo strącają statek kosmiczny. Kosmita z tego statku potrafi mówić tylko „Hik” (w angielskiej wersji mówi „Meap”), więc chłopcy nadają mu takie imię. Fretka i Stefa poddały się modzie na kolorowe pluszaki z serii Bangaroo. Doktor Dundersztyc zamierza odnaleźć zmyślonego przyjaciela z dzieciństwa – balona z namalowaną twarzą. | |                                                      |                                                    |                                                      |
| 34 | Thaddeus i Thor / Samolot! Samolot! "Thaddeus and Thor" / "De Plane! De Plane!”                          | 21 listopada 2009 (A) 22 listopada 2009 (B)          | 15 czerwca 2009                                    | 13 sierpnia 2009                                     |
| Thaddeus i Thor: Do jednej z sąsiadek przyjeżdżają jej wnuki: Mandy, Thaddeus i Thor, Którzy bardzo przypominają głównych bohaterów. Fretka i Mandy chcą się przekonać którzy chłopcy mają większe uzdolnienia budowlane. Doktor Dundersztyc chce zaimponować swojej matce grą w kickball. Samolot! Samolot!: Chłopaki budują największy samolot wszech czasów. Fretka jest wraz ze Stefą na imprezie u Jeremiasza. Doktor Dundersztyc odkrył nową formę zła: recykling. | |                                                      |                                                    |                                                      |
| 35 | Zagrajmy w Quiz / Myjnia samochodowa „Let’s Take a Quiz” / „At the Car Wash”                             | 22 listopada 2009 (A) 28 listopada 2009 (B)          | 22 czerwca 2009                                    | 14 września 2009                                     |
| Zagrajmy w Quiz: Fineasz i Ferb urządzają teleturniej. Fretka pragnąc, aby Jeremiasz zobaczył ją w telewizji chce wystąpić w programie. Myjnia samochodowa: Ogniki zbierają pieniądze, by ratować krety gwiazdonose. Niestety kiepsko im idzie. Fineasz i Ferb postanawiają zbudować największą myjnię na świecie, żeby pomóc harcerkom. Doktor Dundersztyc powiększa molekuły problemów, aby urosły do wielkich rozmiarów, Przez co rośnie także wielki kret z ogródka chłopców, unosząc na głowie myjnię do oceanu. | |                                                      |                                                    |                                                      |
| 36 | O, tu jesteś, Pepe / Rodzinka Fineansonów „Oh, There You Are, Perry” / „Swiss Family Phineas”            | 31 października 2009                                 | 11 lipca 2009                                      | 5 października 2009                                  |
| O, tu jesteś Pepe: Pepe śpi spokojnie z Fineaszem i Ferbem. Nagle dostaje wezwanie do agencji. Pepe jako Agent P po cichu schodzi do salonu, gdzie niechcący podszedł pod nogi Fretce, która się o niego potyka. Zdenerwowana wyrzuca go z domu. W agencji Pepe dowiaduje się, że przydzielono mu nowego wroga, Wymiotonatora, i musi się także przenieść do nowej rodziny. Pepe tak bardzo kocha Fineasza i Ferba, że nie chce ich zostawić, lecz nie ma wyboru. Rano Fineasz i Ferb zauważyli zniknięcie pupila, zaczynają go szukać. Obpytują całą rodzinę. Fretka twierdzi, że go nie widziała. Fretka obwinia siebie o zniknięcie Pepe. Doktor Dundersztyc poznaje Wymiotonatora, który zostaje nowym wrogiem Pana Dziobaka. Wymiotonator zatrudnia doktora Dundersztyca jako swojego „pomywacza”, ale on nie daje się wykorzystywać. Fineasz i Ferb układają piękną piosenkę dla Pepe, który po tym jak dowiedział się, że znowu może być zwierzakiem Fineasza i Ferba i doktor Dundersztyc znów jest jego wrogiem, wraca do domu. Rodzinka Fineansonów: Fineasz z rodziną wypływają w morze, gdzie zastają sztorm. Rozbijają się na bezludnej wyspie, gdzie muszą sobie przez jakiś czas radzić. Fretka szaleje na punkcie powrotu do domu, bo ona chce zdążyć na przyjęcie Jeremiasza. Fineasz i Ferb budują ekskluzywny domek na drzewie. Na tej samej wyspie doktor Dundersztyc wykorzystuje małpy, aby otworzyć sieć pralni na terenie trzech stanów. Tymczasem Baljeet i Buford opiekują się Pepe i nie chcą go zostawić. Carl jedzie pomóc Pepe uwolnić się od nich, by mógł wykonać misję.                     | |                                                      |                                                    |                                                      |
| 37 | Fineasza i Ferba muzyczno-klipowe odliczanie „Phineas & Ferb’s Cliptastic Countdown”                     | 6 marca 2010                                         | 12 października 2009                               | 14 lutego 2010                                       |
| Doktor Dundersztyc i major Monogram prowadzą program, w którym wyświetlane są 10 najlepszych piosenek z pierwszego sezonu serialu. Doktor Dundersztyc ma w planach użycie swojej maszyny hipnotyzującej, która motywuje ich do mówienia "Rolady dwie, mamy robić co chcę, uuu, uuu!”. Nota:W trzeciej serii miał pojawić się odcinek pod tym samym tytułem, jednak z piosenkami drugiej serii. | |                                                      |                                                    |                                                      |
| 38 | Kwantowa opowieść „Phineas & Ferb’s Quantum Boogaloo”                                                    | 12 czerwca 2010                                      | 21 września 2009                                   | 2 kwietnia 2010                                      |
| Chłopcy przenoszą się 20 lat w przyszłość, by zdobyć część do ich najnowszej maszyny. Gdy przyszła Fretka to odkrywa, używa wehikułu czasu, by przenieść się do momentu, gdy chłopcy zbudowali swoją kolejkę i nakryć ich. Udaje się jej, jednak ma to fatalne skutki w przyszłości, gdyż okazuje się, że doktor Dundersztyc w końcu zawładnął okręgiem trzech stanów. Fretka postanawia wszystko naprawić. | |                                                      |                                                    |                                                      |
| 39 | Zabawa w chowanego / Wrażenie tonięcia „Hide and Seek” / „That Sinking Feeling”                          | 7 listopada 2009 (A) 14 listopada 2009 (B)           | 18 lipca 2009                                      | 5 kwietnia 2010                                      |
| Zabawa w chowanego: Za oknem deszcz, a Fineasz, Ferb i przyjaciele nie są tym zachwyceni. Kiedy rodzeństwo odkrywa w domu Irvina, największego ich fana, wymyśla on, by pobawić się w chowanego, ale dzieci dochodzą do wniosku, że są za duże, aby bawić się w domu. Fineasz i Ferb wykorzystują więc swój stary pomniejszator. Doktor Dundersztyc ciągle wydzwania do majora Monograma z prośbą, aby Pepe Pan Dziobak przyszedł i powstrzymał go przed kolejnym szatańskim planem. Kiedy agent przybywa na miejsce, doktor Dundersztyc przyczepia mu robota, by poznać miejsce zamieszkania Pepe. Podczas zabawy Fretka znajduje pomniejszator, i niechcący katapultuje Baljeeta na lampę, a przed domem p. Garcia-Shapiro sama się zmniejsza. W domu zaś dzieci obezwładniają robota i używają do uratowania przyjaciela. Wkrótce wszyscy wracają do normalnych rozmiarów, a mama tego nie zauważa, bo doktor Dundersztyc użył przycisku samodestrukcji robota znajdującego się koło pomniejszatora. Wrażenie tonięcia: Do Baljeeta przyjeżdża koleżanka z Indii, Mishti, czym chłopiec jest przerażony, więc prosi Fineasza i Ferba, aby pomogli mu zorganizować romantyczny rejs. Doktora Dundersztyca denerwują statki, które płyną za światłem stojącej nieopodal jego domu latarni morskiej. Chce się jej pozbyć. Fretka uważa, że Jeremiasz jest za mało romantyczny. Kiedy Mishti nie wykazuje większego entuzjazmu rejsem, Fineasz decyduje się na zatopienie statku. Okazuje się, że znajoma Baljeeta jest taka jak dawniej, a latarnia z napędem rakietowym ląduje w budynku, gdzie mieszka doktor Dundersztyc. | |                                                      |                                                    |                                                      |
| 40 | Baljeatelsi / Samodzielna Vanessa „The Baljeatles” / „Vanessassary Roughness”                            | 15 listopada 2009 (A) 21 listopada 2009 (B)          | 25 lipca 2009                                      | 6 kwietnia 2010                                      |
| Baljeatelsi: Baljeet wybrał się na wakacyjny kurs „Letni czad”, nie wiedząc, że to kurs muzyki rockowej. Fineasz i Ferb słysząc w swoim ogrodzie jego jęki, przybyli mu z pomocą. Doktor Dundersztyc chce zawładnąć wszystkimi niemowlakami w okręgu trzech stanów, wykorzystując do tego nianio-inator i bum–bumo–inator. W tym samym czasie Baljeet dowiaduje się, że za kurs nie dostaje się ocen, więc zdenerwowany tym faktem daje na scenie ostrego czadu. Samodzielna Vanessa: Vanessa i doktor Dundersztyc wybierają się do marketu, aby zdobyć nieskończonotlenek błotasu. Baljeet i Buford potrzebują tego samego przedmiotu do projektu, a Fretka i Stefa uważają, że będzie to idealny prezent dla Jeremiasza. Dziewczyna chce udowodnić swojemu ojcu, że jest na tyle odpowiedzialna i samodzielna, żeby mieć samochód i próbuje wygrać „bitwę” o drogocenny nieskończonotlenek błotasu. Ferb jej w tym pomaga. Pepe zaś nie może dopuścić, by doktor Dundersztyc dostał w swoje ręce probówkę, więc gdy Ferb i Vanessa odnoszą triumf, przesuwa bramkę sklepową tak, że jego wróg zostaje złapany na kradzieży. Podczas całej gonitwy Fineasz odpoczywa na fotelu i nie zdaje sobie sprawy z tego, co się dzieje. | |                                                      |                                                    |                                                      |
| 41 | Jak dziobak z królikiem / Dzień w Spa „No More Bunny Business” / „Spa Day”                               | 27 marca 2010                                        | 1 października 2009                                | 7 kwietnia 2010                                      |
| Jak dziobak z królikiem: Fretka znajduje uroczego królika i bierze go do domu. Fineasz i Ferb tworzą rentgenowskie okulary. Pepe dowiedział się, że nowy pupil jego właścicielki jest agentem, którego musi zniszczyć. Niestety, przeszkadza mu w tym Fretka zauroczona zwierzakiem. Dzień w Spa: Fineasz i Ferb budują SPA w ogródku. Doktor Dundersztyc znalazł kotka i opiekuje się nim, jednak ten strasznie rozrabia. | |                                                      |                                                    |                                                      |
| 42 | Chłopcy z Bańki / Izabella i Świątynia soku „Bubble Boys” / „Isabella and the Temple of Sap”             | 13 marca 2010                                        | 17 października 2009                               | 8 kwietnia 2010                                      |
| Chłopcy z Bańki: Fineasz i Ferb postanowili zbudować urządzenie generujące duże i wysoce odporne bańki mydlane. Fretka, korzystając z samochodu mamy, rusza w pościg za braćmi, chcąc ich przyłapać. W tym czasie doktor Dundersztyc buduje kapelusz kowbojski, który zmienia mu jego naturalny fałsz na piękny, melodyjny, męski wokal i startuje w konkursie. Izabella i Świątynia soku: Izabela i ogniki próbują pobrać sok z rzadkich odmian drzew marakasowych dla Fineasza i Ferba, potrzebny im do projektu, którym jest bańka znana z poprzedniego odcinka. Tymczasem nemezis Pinky’ego Chihuahua Profesor Poofenplotz próbuje ukraść jej ulubiony, lecz wycofany z produkcji lakier do włosów. Nota: Ten odcinek pod względem budowy fabuły jest podobny do odcinka 23 z pierwszej serii. | |                                                      |                                                    |                                                      |
| 43 | Rozchmurz się, Fretka / Jak zostać ognikiem „Cheer Up, Candace” / „Fireside Girl Jamboree”               | 1 kwietnia 2010                                      | 24 października 2009                               | 9 kwietnia 2010                                      |
| Rozchmurz się, Fretka: Fretka myśli, że Jeremiasz się nią nie interesuje. Chłopcy pomagają jej i budują maszynę, która ma znaleźć nowego chłopaka dla Fretki. W tym samym czasie, Pepe zostaje aresztowany za napad na bank. Ucieka i chce oczyścić swe imię. Okazuje się, że doktor Dundersztyc wyprodukował całe stado sztucznych Pepe. Jak zostać ognikiem: Fretka, by zdobyć bilety na koncert jej ulubionego zespołu dołącza do Ogników. Musi zdobyć 50 odznak jednego dnia. W tym samym czasie doktor Dundersztyc buduje maszynę „Brokuratora” i ma w planach zmienić fabrykę ciastek w brokuły. | |                                                      |                                                    |                                                      |
| 44 | Kodeks Łobuza / Lalka Mary „The Bully Code” / „Finding Mary McGuffin”                                    | 3 maja 2010                                          | 31 października 2009                               | 12 lipca 2010                                        |
| Kodeks Łobuza: Baljeet uratował Buforda przed udławieniem się parówkami. Wdzięczny Buford postanawia stać się niewolnikiem Baljeeta i ciągle mu w czymś pomaga. Chłopiec prosi Fineasza i Ferba o pomoc w uwolnieniu się od natręta. Lalka Mary: Lawrence porządkując garaż znajduje laleczkę Fretki, Mary. Sprzedaje ją doktorowi Dundersztycowi, a ten oddaje ją Vanessie. Kiedy Fretka dowiaduje się o swojej ukochanej lalce, chce ją odzyskać. Fineasz i Ferb, bawiąc się w detektywów, pomagają jej w tym. | |                                                      |                                                    |                                                      |
| 45 | Co to robi? / Atlantyda „What Do It Do?” / „Atlantis”                                                    | 22 maja 2010                                         | 14 listopada 2009                                  | 13 lipca 2010                                        |
| Co to robi?: Jeden z wynalazków doktora Dundersztyca ląduje przed domem Fineasza i Ferba. Chłopcy próbują dowiedzieć się, co on robi, a Linda zaprząta głowę Lawrence’a telefonami. Tymczasem doktor Dundersztyc wspomina dzień, kiedy spotkał się z Lindaną (mamą Fineasza i Ferba). Atlantyda: Fineasz z Ferbem, mamą Fineasza, Fretką, Baljeetem, Bufordem, Izabellą oraz Irvinem wybierają się na plażę. Chłopcy odkrywają dziwną wyspę pod wodą, więc chcą ją sprawdzić. W tym czasie Fretka z jej mamą biorą udział w konkursie w budowaniu zamków z piasku. Kiepsko im to idzie. Chłopcy zamawiają ogromne balony z helem, aby przenieść wyspę na ląd. | |                                                      |                                                    |                                                      |
| 46 | Zdjęcie / Konkurs taneczny „Picture This” / „Nerdy Dancin'”                                              | 22 maja 2010                                         | 7 listopada 2009                                   | 14 lipca 2010                                        |
| Zdjęcie: Fineasz i Ferb zbudowali rampę deskorolkową i teleport, który po włożeniu do niego zdjęcia przedstawiającego jakąś rzecz lub osobę, teleportuje to/ją/go do ogródka chłopców. Doktor Dundersztyc buduje mimo-inator, który zamyka wszystkie mimy na obszarze trzech stanów w niewidzialnych celach. Konkurs taneczny: Fretka, Stefa i Jeremiasz oglądają program taneczny. Wszyscy od razu zrywają się z krzeseł, by też potańczyć i pójść do tego programu, ale Jeremiasz nic nie umie. Fineasz z Ferbem budują dwa egzoszkielety, jeden dla Ferba (świetnego tancerza) i jeden dla Jeremiasza. Gdy Ferb się porusza, Jeremiasz (a właściwie jego egzoszkielet) porusza się identycznie. | |                                                      |                                                    |                                                      |
| 47 | Robot w średnim wieku / Opiekunka do dziecka „I Was A Middle Aged Robot” / „Suddenly Suzy”               | 7 czerwca 2010                                       | 13 lutego 2010                                     | 15 lipca 2010                                        |
| Robot w średnim wieku: Lawrence i Fretka biorą udział w konkursie. Lawrence przypadkowo znajduje kryjówkę Pepe. Niestety wpadł do maszyny która odbiera pamięć. Carl wymyśla żeby zastąpić go robotem. Robotem steruje Pepe. W tym czasie Fineasz i Ferb tworzą sterowiec, by kibicować Fretce. Doktor Dundersztyc tworzy klej, który odkleja rzeczy. Potem Fretka i Lawrence (prawdziwy) dobiegają do mety, wyścigu worków, i wszystko ma szczęśliwe zakończenie. Opiekunka do dziecka: Jeremiasz wyjeżdża i pozostawia Zuzię pod opieką Fretki. Zuzia pomaga Fretce przyłapać braci. Doktor Dundersztyc robi wielką stopę procentową. | |                                                      |                                                    |                                                      |
| 48 | Ferie zimowe Fineasza i Ferba „Phineas and Ferb’s Christmas Vacation”                                    | 24 grudnia 2009 11 grudnia 2010 (wersja rozszerzona) | 6 grudnia 2009 3 grudnia 2010 (wersja rozszerzona) | 24 grudnia 2009 24 grudnia 2010 (wersja rozszerzona) |
| Do Danville zawitały święta. Rodzice Fineasza, Fretki i Ferba czekają na dziadków z Anglii, którzy lecą samolotem Po raz kolejny pomysłowość braci nie ma końca, tak więc chłopcy wpadają na pomysł aby podziękować Św. Mikołajowi za jego coroczną pracę. Tymczasem w agencji „O.W.C.A” odbywa się impreza gwiazdkowa, na którą poszedł Pepe, i Carl wręcza mu płytę z piosenkami św. Mikołaja. Doktor Dundersztyc dostaje prezent od Św. Mikołaja i buduje on machinę zła, a tymczasem przychodzą do niego kolędnicy. Kolędnicy go denerwują, przez to doktor Dundersztyc niszczy święta i wszyscy w Danville są niegrzeczni. Fretka myśli, że to jest wina Fineasza, ale to nie jego wina. Fineasz wpada na pomysł, aby to odwrócić, i dzięki radiu w Danville, przyjeżdżają elfy z Bieguna Północnego. Fineasz, Ferb, Fretka, Baljeet, Buford i Izabella budują sanie i rozwożą prezenty. Doktor Dundersztyc przegrywa z Pepe Panem Dziobakiem, przez jego kolędy. A tymczasem przyjeżdża św. Mikołaj i rozgrzewa się w saunie. Buford w prezencie dostał bycie grzecznym w oczach przyjaciół, Ferb – harmonijkę, Bajleet – całus od Wendy Shnitzel, a Fineasz pozdrowienia od Św. Mikołaja. Św. Mikołaj z elfami wraca na biegun, a do domu Fineasza przyjeżdżają cali i zdrowi Reg i Winifred Fletcher z rodzicami Fineasza i Ferba. | |                                                      |                                                    |                                                      |
| 49 | Tajny agent Carl / Parada „Undercover Carl” / „Hip Hip Parade”                                           | 10 lipca 2010                                        | 13 lutego 2010                                     | 16 lipca 2010                                        |
| Tajny agent Carl: Chłopcy budują maszynę anty-grawitacyjną, a doktor Dundersztyc ma w planach to samo. Major Monogram wysyła Carla na przeszpiegi, żeby sprawdzić czy Fineasz i Ferb budują dla Dundersztyca. Tymczasem Agent P (Pepe pan Dziobak) ma polecenie znaleźć Agenta G. Doktor Dundersztyc kradnie maszynę Fineasza i Ferba, ale zatrzymuje go policja. Parada: Fretka z mamą jadą do salonu Bobby’ego (basisty zespołu Miłosie). Chłopcy organizują paradę, stworzenia trzech stanów. Buford kłóci się Baljeetem. Chce zepsuć paradę. Tymczasem doktor Dundersztyc buduje maszynę która tworzy osiem klonów tego w co trafi. | |                                                      |                                                    |                                                      |
| 50 | Przenikanie / Wielki dzień Fretki „Just Passing Through” / „Candace’s Big Day”                           | 17 lipca 2010                                        | 6 lutego 2010                                      | 19 lutego 2011                                       |
| Przenikanie: Fineasz i Ferb tworzą kulę, która sprawia, że można przechodzić przez ściany. Tymczasem, doktor Dundersztyc chce zniszczyć pomnik ku czci jego brata Rogera. Wielki dzień Fretki: Do rodziny Fineasza i Ferba przyjeżdża ciocia Tiana z narzeczonym Bobem Webberem, zagorzali podróżnicy. Postanawiają się pobrać podczas jednej ze swoich ekstremalnych podróży. Nie zgadza się na to Fretka, której krewna obiecała, że to ona będzie jej druhną. Wspólnie postanawiają, że to Fretka z chłopcami zorganizują ceremonię. Fretce niestety nic nie wychodzi, za to Fineasz z Ferbem tworzą ogromną lodową rzeźbę. W tym samym czasie doktor Dundersztyc tworzy maszynę, która ma sprawić, że wszyscy w obrębie trzech stanów staną się otyli. Jednak demonstrując ją przed Pepe sam staje się chory i otyły. Podczas walki maszyna strzela w rzeźbę chłopców, która zmniejsza się do normalnych rozmiarów. | |                                                      |                                                    |                                                      |
| 51 | Inwazja Poferbaczy ciał / To nie dla dzieci „Invasion of the Ferb Snatchers” / „Ain’t Not Kiddie Ride”   | 21 marca 2010                                        | 20 lutego 2010                                     | 19 czerwca 2010                                      |
| Inwazja Poferbaczy ciał: Fineasz i Ferb wraz z Fretką oglądają film o obcych. Rano dziewczyna szpieguje Ferba, gdyż myśli, że jest on kosmitą. Ostatecznie okazało się, że to nieprawda. Tymczasem bracia naprawiają pojazd przyjaciela Hika, który ćwiczy na Ziemi ludzkie zachowania w przebraniu matki Fineasza. Gdy Fretka pokazuje mamie pojazd, myśląc, że nakryła braci, wyszło na jaw, że to przyjaciel Hika. W tym samym czasie doktor Dundersztyc sprzedaje swoje Inatory. To nie dla dzieci: Rodzina Fineasza odwiedza centrum handlowe, gdzie bracia spotykają swoich przyjaciół. Wspólnie zamierzają unowocześnić automatyczny samolot dla dzieci. Fretka postanawia pilnować rozbudowanego samolotu, aby nareszcie przyłapać braci. Niestety, samolot odpala z Fretką w środku. Tymczasem doktor Dundersztyc jest zdenerwowany, że nikt nie zna jego nazwiska. Postanawia rozpylić je swoim wielkim aerozolem. Jego plany krzyżuje Pepe Pan Dziobak. | |                                                      |                                                    |                                                      |
| 52 | Czarnoksiężnik „Wizard of Odd”                                                                           | 6 września 2010                                      | 24 września 2010                                   | 5 marca 2011                                         |
| Podczas gdy chłopcy zajmują się czyszczeniem domu, Fretka nudzi się w swoim pokoju. Mama proponuje jej przeczytanie książki Czarnoksiężnik z Krainy Oz. Kiedy Fineasz i Ferb zakręcają domem, aby go umyć, Fretka uderza się w głowę i zapada w sen, w którym musi udać się do Przyłapolis, aby poprosić czarnoksiężnika o przyłapanie braci. Po drodze spotyka drzewo Jeremiasza, stracho–kujona Baljeeta oraz Buforda, będącego hybrydą lwa, tygrysa i niedźwiedzia. Wkrótce jednak dziewczynę porywa czarodziej Dundersztyc, który chce odzyskać swoje czerwone, gumowe buty, które przez przypadek trafiły na nogi Fretki. | |                                                      |                                                    |                                                      |
| 53 | Dziób „The Beak”                                                                                         | 13 listopada 2010                                    | 8 marca 2010                                       | 2 kwietnia 2011                                      |
| Fineasz i Ferb budują niezniszczalny kostium do swojej wielkiej rampy. Później stają się bohaterami Dziób. Jednak czarny charakter Khaka Peü Peü odkrywa ich i chce sterroryzować miasto. Powstrzymuje go Dziób. Izabela fotografuje zdarzenia do gazety Ogników. | |                                                      |                                                    |                                                      |
| 54 | Nie Fineasz i Ferb / Przyłapiaczki „Not Phineas & Ferb” / „Phineas and Ferb-Busters”                     | 24 lipca 2010                                        | 27 lutego 2010                                     | 12 lutego 2011 (A) 13 lutego 2011 (B)                |
| Nie Fineasz i Ferb: Starszy brat Irvina Albert nie podziela obsesji brata na punkcie Fineasza i Ferba. Uważa, że nie są oni niczym szczególnym. Niestety Fineasz i Ferb idą do kina z tatą. Irvin namawia Baljeeta i Buforda, aby z hologramem Wieży Eiffla przedstawili się Albertowi. Tymczasem doktor Dundersztyc zmniejsza wielkie zabytki na małe figurki do kolekcji. Wieża Eiffla się powiększa i ląduje na podwórku Fineasza i Ferba na miejsce hologramu. Przyłapiaczki: Fretka, Stefa i Jenny tworzą zespół i obmyślają plan jak przyłapać Fineasza i Ferba. Tymczasem doktor Dundersztyc buduje robota, który zastąpi Norma, jednak ma za dużo mocy i chce się pozbyć doktora Dundersztyca, którego ratuje Norm. | |                                                      |                                                    |                                                      |
| 55 | Zaklinacz Jaszczurek / Robo Rodeo „The Lizard Whisperer” / „Robot Rodeo”                                 | 31 lipca 2010                                        | 6 marca 2010                                       | 9 kwietnia 2011                                      |
| Zaklinacz Jaszczurek: Fineasz i Ferb znajdują w ogródku małego kameleona który zaprzyjaźnia się z Ferbem (bo ten mu dał grzybki). W tym czasie Jeremiasz udziela lekcji gry na gitarze doktorowi Dundersztycowi, który planuje nauczyć się grać specjalną melodię aby mieć kontrolę nad kosmitami którzy kiedyś wybudowali piramidy w Egipcie. Gdy Jeremiasz niechcący włącza promień powiększający, kameleon staje się 12 metrowym jaszczurkozaurem i ucieka pozostawiając jedynie ślad wielkiej stopy. Chłopcy i Izabella starają się odnaleźć jaszczurkę. Gdy Dundersztyc już wie jak grać złowieszczą melodię, wykorzystuje swój głośnik w kształcie grzyba do sprowadzenia kosmitów. Niestety nie udaje mu się kontrolowac ufo, ponieważ kameleon zjada głośnik, a Pepe gra na gitarze odwrotną w skutkach melodię. Fineasz, Ferb i Izabella odnajdują kameleona z Pepe i wszyscy wracają do domu. Doktor Dundersztyc przypadkowo włącza promień pomniejszający jaszczurkę i wszystko wraca do normy. Fretka panikuje (według mamy) na widok malutkiej jaszczurki. Robo Rodeo: Chłopcy tworzą na podwórku stadion z robotami rodeo. Tymczasem doktor Dundersztyc chce zniszczyć wynalazki jego rywalów, więc wypuszcza agentów z pułapki, aby je zniszczyły. | |                                                      |                                                    |                                                      |
| 56 | Tajemnica sukcesu / Dundowa strona księżyca „The Secret of Success” / „The Doof Side of The Moon”        | 14 października 2010                                 | 8 października 2010                                | 23 kwietnia 2011                                     |
| Tajemnica sukcesu: Fineasz i Ferb oglądają program motoryzacyjny i dowiadują się w nim że nie ma jeszcze samochodu, który może się zginać, chodzić itp. Tworzą samochód na każdy teren sterują nim za pomocą pilota ponieważ prowadzenie samochodu przed osoby niepełnoletnie jest niedozwolone. W tym czasie doktor Dundersztyc stwarza program telewizyjny (jest on zły). Tworzy wynalazek, który sprawia, że wszystkie stacje telewizyjne wyświetlają jego program. Następnie Fineasza i Ferba furgonetka telewizyjna i zmieniają program doktora Dundersztyca na ten jak telewizja goni chłopców. Doktor Dundersztyc jest wściekły i chce rozwalić samochód Fineasza i Ferba. Za nim leci helikopter telewizji. W końcu sterowiec, na którym leciał trafia na jego budynek, rozwalony sterowiec na samochód dziennikarski i przez to chłopcy nie są śledzeni przed samochód telewizji. Dundowa strona księżyca: Fineasz i Ferb zamierzają zbudować najwyższy budynek na świecie, aby Danville stało się popularniejsze. Tymczasem Albert, brat Irvinga dołącza do Fretki i wspólnie próbują przyłapać swoje rodzeństwo przy pomocy kamer szpiegowskich. Z kolei doktor Dundersztyc chce obrócić księżyc ciemną stroną w kierunku Ziemi, aby ściągnąć na siebie całe ziemskie zło. | |                                                      |                                                    |                                                      |
| 57 | Burmistrz Fretka / Lemoniada „She’s the Mayor” / „The Lemonade Stand”                                    | 7 września 2010                                      | 14 czerwca 2010                                    | 28 maja 2011                                         |
| Burmistrz Fretka: Po napisaniu uroczystego eseju o występkach braci, Fretka jest wybrana, aby przejęła władzę nad Danville. W tym czasie Pepe musi powstrzymać doktora Dundersztyca przed zniszczeniem jego brata Rogera podczas partii golfa. Lemoniada: Fineasz i Ferb postanawiają zbudować stoiska z lemoniadą, w tym samym czasie Fretka musi wybrać pomiędzy przyłapaniem swoich braci a przyjaźnią ze Stefą. Doktor Dundersztyc planuje zbić majątek przez maszynę okaleczającą ludzi na odległość, którzy kupią jego specjalne plastry na terenie trzech stanów. | |                                                      |                                                    |                                                      |
| 58 | Labirynt / Max Modem "We Call it Maze" / "Ladies and Gentlemen, Meet Max Modem!”                         | 6 września 2010                                      | 1 października 2010                                | 2 czerwca 2011                                       |
| Labirynt: Fretka ma problemy z jazdą na rolkach. Fineasz i Ferb postanawiają jej pomóc, budując wielki labirynt w ogródku. Do chłopców dołącza Baljeet i Buford oraz Isabella z nową członkinią Ogników, Melissą. Tymczasem Doktor Dundersztyc buduje stację w kosmosie, aby wystrzelić z niej promień, który przekrzywi wszystkie budynki na całym świecie wzorem Krzywej Wieży w Pizie, aby budynek Spółki Zło był jedynym prostym blokiem. Max Modem: Kiedy Fretka odkrywa, że jej matka była gwiazdą popu jako Lindana, Linda zostaje zaproszona na koncert powrotny lat 80. Lawrence boi się, że jego żona zapomni o nim, gdy pozna nowych i ciekawszych ludzi. Fineasz i Ferb postanawiają przemienić go w Maxa Modema – nieznaną gwiazdę lat 80. Tymczasem doktor Dundersztyc chce udowodnić Danville, że jest królem i liderem grupy kosmitów. | |                                                      |                                                    |                                                      |
| 59 | Rycerze w kosmosie „Nerds of a Feather”                                                                  | 7 września 2010                                      | 16 sierpnia 2010                                   | 4 czerwca 2011                                       |
| Fineasz i Ferb uczestniczą w dorocznym zjeździe fanów fantastycznych komiksów, aby spotkać swojego idola – twórcę efektów specjalnych Clive’a Addisona. Dochodzi do starcia pomiędzy fanami „Gwiezdnej Sagi” a wielbicielami „Czarodzieja Kołodzieja i jego różdżki z kosmicznej skorupy”. Fineasz i Ferb starają się pogodzić obie strony, zwracając się do ich liderów – Buforda i Bajleeta. W tym czasie Fretka stara się ukryć, że jest fanką Kaczuszki Momo, przychodząc na zlot w przebraniu kaczki. Za dziewczyną gania Zuzia, siostra Jeremiasza, która również jest fanką Kaczuszki. W sali w której odbywają się zloty, doktor Dundersztyc zatrudnia do pomocy przy własnym show „Dun i P” twórcę programów telewizyjnych, Jeffa McGarlanda. | |                                                      |                                                    |                                                      |
| 60 | Hawajskie Wakacje „Phineas and Ferb: Hawaiian Vacation”                                                  | 8 września 2010                                      | 9 lipca 2010                                       | 11 czerwca 2011                                      |
| Rodzina Flynn-Fletcher wyjeżdża na wakacje na Hawaje. Fretka postanawia zrobić sobie urlop z przyłapywania braci, a jej obowiązki przejmuje kierownik hotelu. Później dziewczyna znajduje wulkaniczny naszyjnik, który okazuje się przeklęty. Tubylcy mówią jej, że musi wejść na szczyt wulkanu. Fineasz i Ferb idą tam razem z nią, zaś w drodze uczą się surfingu od Lairda Hamiltona. Tymczasem doktor Dundersztyc buduje De-Ewolucjonator – maszynę, która cofa proces ewolucji. Podczas walki z Pepe Panem Dziobakiem staje się jego ofiarą i ląduje na bezludnej wyspie. | |                                                      |                                                    |                                                      |
| 61 | Rozdwojona osobowość / Spranie mózgu „Split Personality” / „Brain Drain”                                 | 21 kwietnia 2011                                     | 29 października 2010                               | 16 lipca 2011                                        |
| Rozdwojona osobowość: Fineasz i Ferb budują rozdzielacz cząsteczek, który rozdziela obiekt na części składowe. Gdy Fretka chce zanieść urządzenie mamie, zostaje podzielona na dwie osoby: jedną, pragnącą przyłapać braci i drugą, chcącą spędzać czas z Jeremiaszem. Tymczasem doktor Dundersztyc chce przełamać strach, skacząc z trampoliny w publicznym basenie. Aby ludzie go nie wyśmiali, buduje „Patrz-Gdzie-Indziej-Nator”, maszynę, która odwraca ich głowy w przeciwnym kierunku. Spranie mózgu: Fineasz i Ferb wraz z przyjaciółmi leżą w łóżku, ponieważ są chorzy. Aby umilić sobie czas, tworzą grę komputerową ze swoimi postaciami. Tymczasem doktor Dundersztyc tworzy „De-Własno-Wolo-Nator”, kask, który kontroluje umysł osoby noszącej go. Zakłada go Pepe, z którym jedzie na gotycką imprezę na wysypisku śmieci gdzie przebywa Vanessa. | |                                                      |                                                    |                                                      |
| 62 | Szafa grająca / Przyłapana Fretka „Make Play” / „Candace Gets Busted”                                    | 1 czerwca 2011                                       | 11 lutego 2011                                     | 20 sierpnia 2011                                     |
| Szafa grająca: Fineasz i Ferb budują wielką szafę grającą, w której umieszczają między innymi zespół Jeremiasza oraz Miłosie. W tym czasie w Danville ma odbyć uroczystość, na którą zaproszona zostaje księżniczka Druelselstein. Okazuje się, że wygląda ona identycznie jak Fretka. Gdy dziewczyny przypadkowo spotykają się w sklepie, postanawiają zamienić się rolami. Przyłapana Fretka: Podczas gdy Lawrence i Linda wyjeżdżają na cały dzień, Fretka ma zostać w domu i zajmować się chłopcami. Dziewczyna zaprasza swoje przyjaciółki Stefę i Jenny. Wkrótce spotkanie z koleżankami zamienia się w wielką imprezę, gdyż zapraszają one swoich znajomych. Tymczasem doktor Dundersztyc tworzy maszynę, która potrafi przetransportować przedmiot w wybrane przez nią miejsce. | |                                                      |                                                    |                                                      |
| 63/64 | Lato to wrażeń moc „Summer Belongs To You”                                                               | 16 października 2010                                 | 2 sierpnia 2010                                    | 15 stycznia 2011                                     |
| Nadchodzi najdłuższy dzień w roku, więc Fineasz i Ferb postanawiają okrążyć cały świat w jeden dzień. Linda i Lawrence wyjeżdżają na wakacje, więc Fretka ma się opiekować braćmi. Gdy dziewczyna dowiaduje się, że bracia przelatują przez Paryż, gdzie przebywa Jeremiasz, postawia jechać razem z nimi. Tymczasem doktor Dundersztyc wybiera się z córką Vanessą w podróż do Tokio. Okazuje się jednak, że towarzyszy im również porwany przez doktora Dundersztyca Major Monogram. Zirytowana Vanessa dołącza do wspólnej zabawy z Fineaszem oraz zakochanym w niej Ferbem. Podczas pobytu w „mieście miłości” Jeremiasz i Fretka zostają parą, Ferb poznaje bliżej Vanessę, zaś Isabella bezskutecznie próbuje zwrócić na siebie uwagę pochłoniętego pracą Fineasza. Nota: Jest to 4-częściowy specjalny odcinek. Oglądalność tego odcinka w Polsce wyniosła 228.5 tys. widzów. | |                                                      |                                                    |                                                      |
| 65 | Kolejka: Musical „Rollercoaster: The Musical”                                                            | 3 września 2011                                      | 29 stycznia 2011                                   | 24 września 2011                                     |
| Zbliża się koniec wakacji, więc Fineasz i Ferb postanawiają odtworzyć dzień budowy kolejki w musicalu, aby móc lepiej zapamiętać ten dzień. Rolę piosenek w musicalu pełnią powiedzonka bohaterów. Tymczasem doktor Dundersztyc ponownie próbuje podbić okręg trzech stanów przy pomocy wielkiego magnesu i cynfolii. Nota: Jest to finał 2 sezonu | |                                                      |                                                    |                                                      |

## Seria 3: 2011–2012
| 66 | Biegnij, Fretka, biegnij / Ostatni pociąg do wpadki „Run, Candace, Run” / „Last Train to Bustville”                  | 17 września 2011                                         | 11 marca 2011                                      | 24 września 2011                                           |
| Biegnij, Fretka, biegnij: Fineasz i Ferb tworzą parę stumilowych butów. Fretka postanawia użyć ich, aby być jednocześnie na pikniku rodzinnym Jeremiasza i czytać dzieciom w bibliotece, co obiecała mamie. Tymczasem budynek Spółki Zło zostaje wystawiony na sprzedaż, więc doktor Dundersztyc postanawia przekonać inwestorkę Annabelle, która jest daleką krewną Jeremiasza, że dom nie jest warty zakupu. Ostatni pociąg do wpadki: Podczas wizyty u dziadków, Fineasz i Ferb postanawiają zbudować wielki balon wypełniony gorącym powietrzem. Tymczasem Fretka, zainspirowana przez inżyniera kolejowego Glendę, postanawia zmienić swoją postawę i zrezygnować z przyłapywania braci. Po drugiej stronie miasta, doktor Dundersztyc buduje Ptako-Dodo-Inkubator i znajduje jajo ptaka dodo i przekonany, że wylęgnie się z niego wielki ptasi potwór, postanawia podbić z jego pomocą okręg trzech stanów. | |                                                          |                                                    |                                                            |
| 67 | Piękne wnętrza / Fretkemiasz „The Great Indoors” / „Canderemy”                                                       | 17 września 2011                                         | 4 marca 2011                                       | 24 września 2011                                           |
| Piękne wnętrza: Zła pogoda uniemożliwia Isabelli zdobycie nowej odznaki Ogników, więc Fineasz i Ferb budują gigantyczny biodom, aby jej pomóc. Tymczasem Fretka wpada w paranoję, gdyż wciąż nie wie co Jeremiasz naprawdę o niej myśli. Doktor Dundersztyc próbuje wykorzystać deszcz do przerwania wielkiego meczu piłki nożnej i buduje Deszczo-Inator, aby móc obejrzeć swoją ulubioną meksykańską telenowelę. Fretkemiasz: Fretka zauważa, że jej przyjaźń ze Stefą jest zagrożona, więc postanawia spędzić cały dzień tylko z nią. Tymczasem doktor Dundersztyc buduje Połączato-Inator, który przypadkowo trafia we Fretkę i Jeremiasza łącząc ich ciała, co uniemożliwia Fretce spędzenie czasu wyłącznie z przyjaciółką. W międzyczasie Fineasz i Ferb budują olbrzymiego psiego robota, który zaczyna powodować wiele szkód. | |                                                          |                                                    |                                                            |
| 68 | W brzuchu bestii / Księżycowa farma „The Belly of the Beast” / „Moon Farm”                                           | 22 października 2011                                     | 29 kwietnia 2011                                   | 29 października 2011                                       |
| W brzuchu bestii: Z okazji Festiwalu Portu, Fineasz i Ferb postanawiają zbudować mechaniczną wersję słynnego nieuchwytnego rekina z portu Danville. Fretka postanawia z pomocą Stefy złapać rekina i przyłapać braci. W tym czasie doktor Dundersztyc tworzy Słonowodny Toffi-Inator, aby wywołać próchnicę u wszystkich dzieci na Obszarze Trzech Stanów. Księżycowa farma: Zainspirowani zaginionym fragmentem wiersza „Kot i skrzypce”, Fineasz i Ferb postanawiają wysłać kilka krów na księżyc, aby stworzyć z ich mleka najsmaczniejsze lody na świecie. Fretka postanawia wykorzystać nieobecność chłopców i przygotować Jeremiaszowi fantazyjny obiad, jednak zadanie utrudnia jej brak umiejętności gotowania. Tymczasem doktor Dundersztyc jest zazdrosny o to, że kwiaty jego sąsiada są bardziej zielone od jego. Tworzy więc Wilgocio-Wysysator, aby wysuszyć jego rośliny. | |                                                          |                                                    |                                                            |
| 69 | Retrospekcja "Phineas’ Birthday Clip-O-Rama!”                                                                        | 22 października 2011                                     | 1 kwietnia 2011                                    | 11 listopada 2011                                          |
| Z okazji urodzin Fineasza jego przyjaciele postanawiają stworzyć specjalny pokaz klipów ze wspólnych przygód grupy. W tym czasie Agent P próbuje przeszkodzić doktorowi Dundersztycowi w usunięciu z telewizji programu o życiu jego brata Rogera za pomocą Video-Strumienio-Non-Inatora. | |                                                          |                                                    |                                                            |
| 70 | Zadaj głupie pytanie / Inny dziobak „Ask a Foolish Question” / „Misperceived Monotreme”                              | 24 grudnia 2011                                          | 13 maja 2011                                       | 31 grudnia 2011                                            |
| Zadaj głupie pytanie: Fineasz i Ferb budują komputer, który zna odpowiedź na każde pytanie. Fretka chce użyć maszyny, aby dowiedzieć się jak może przyłapać braci raz na zawsze. W tym czasie doktor Dundersztyc gubi klucz do swojego Do Wszystkiego-Inatora. Agent P musi znaleźć klucz, zanim zrobi to szalony naukowiec. Inny dziobak: Pepe przegapia swoją setną walkę z doktorem Dundersztycem, gdy Fretka zabiera go do zoo na zwierzęcą kąpiel. Jego nieobecność zostaje niezauważona, gdy inny dziobak z Danville Zoo powstrzymuje doktora Dundersztyca przed strzeleniem do swego brata Wbrew-Swej-Naturze-Zmieniatorem. W tym czasie Fineasz i Ferb budują zabawny dom we własnym stylu. | |                                                          |                                                    |                                                            |
| 71 | Fretka rozłączona / Latający dywan „Candace Disconnected” / „Magic Carpet Ride”                                      | 24 grudnia 2011                                          | 18 czerwca 2011                                    | 21 stycznia 2012                                           |
| Fretka rozłączona: Fretka prosi braci o pomoc, po tym jak po raz piąty gubi swój telefon komórkowy. Fineasz i Ferb tworzą dla niej nowoczesny telefon z funkcją przenoszenia użytkownika do miejsca, które wymieni w rozmowie. Przypadkowo aplikacja ta przenosi Fretkę na Wyspę Wielkanocną. W tym czasie doktor Dundersztyc tworzy „Z-Daleka-Odbierator”, aby odebrać Vanessę ze szkoły bez wychodzenia z domu. Latający dywan: Zainspirowani ulubionym programem taty, Fineasz i Ferb budują czarodziejski dywan. Fretka jest przekonana, że uda jej się przyłapać braci, jeśli będzie słuchała rad ciasteczek z wróżbą. W tym czasie doktor Dundersztyc chce zniszczyć obraz swojego brata przy pomocy „Zaplamo-Inatora”, jednak okazuje się, że malowidło jest rekonstrukcją zniszczonego obrazu Heinza sprzed lat. | |                                                          |                                                    |                                                            |
| 72 | Czupiradło / Pieczeniowa niespodzianka „Bad Hair Day” / „Meatloaf Surprise”                                          | 5 lutego 2012                                            | 24 czerwca 2011                                    | 11 lutego 2012                                             |
| Czupiradło: Fretka zostaje źle ostrzyżona i musi skorzystać z maszyny Fineasza i Ferba, która przyspiesza porost włosów, gdyż umówiła się z Jeremiaszem i jego mamą na akcję charytatywną na rzecz zagrożonych gatunków zwierząt. Wkrótce okazuje się, że włosy Fretki urosły bardziej niż się spodziewała i zostaje ona pomylona z mandarynkowym orangutanem. W tym czasie doktor Dundersztyc buduje Bardzo, Bardzo Zło-Inator. Pieczeniowa niespodzianka: Linda dołącza do Jamiego Olivera jako jedna z sędziów Festiwalu Pieczeni w Danville, mającego pokazać jak ważne jest zdrowe odżywianie. W tym czasie Fretka bierze w udział w aukcji Pamiątki Rock and Rolla, na której zostają wystawione upominki dotyczące Nigela i Adriana z jej ulubionego zespołu Tiny Cowboy. Zostaje jednak rozproszona, gdy jej bracia budują sprężysty dom w ogródku. Po drugiej stronie miasta, doktor Dundersztyc chce wprowadzić przepis swojej rodziny na pieczeń do konkurencji, używając „zła” więc buduje Zgniło-Inator jako specjalny składnik. | |                                                          |                                                    |                                                            |
| 73 | Okręg Trzech Jaskiń / Dynastia Dunów „Tri-Stone Area” / „Doof Dynasty”                                               | 14 kwietnia 2012 (A) 5 maja 2012 (B)                     | 13 stycznia 2012 (A) 14 stycznia 2012 (B)          | 10 kwietnia 2012                                           |
| Okręg Trzech Jaskiń: Obszar Trzech Stanów zamienia się w prehistoryczną osadę, a jej mieszkańcy w jaskiniowców. Finebunk i Gerb zastanawiają się nad nowym wynalazkiem, a ich siostra Fretkuk próbuje donieść madze o ich wyczynach. A doktor Dundersztyc buduje Kijonator Dynastia Dunów: Fineasz i Ferb przypadkowo trafiają do alternatywnej rzeczywistości, w której Izabela jest księżniczką uwięzioną w zamku. Chłopcy muszą wyrwać ją z rąk złego Dunder Chana. | |                                                          |                                                    |                                                            |
| 74 | Przerwa / Prawdziwy chłopiec „Phineas and Ferb Interrupted” / „A Real Boy”                                           | 28 stycznia 2012 (A) 20 stycznia 2012 (B)                | 15 lipca 2011                                      | 28 stycznia 2012                                           |
| Przerwa: Kiedy mama mówi Fretce, że chce spędzić z nią cały dzień, dziewczyna spędza z nią cały ten czas w ogródku, aby przyłapać braci. Niestety jedynym planem chłopców na ten dzień jest patrzenie na rosnącą trawę. W tym czasie Pepe Pan Dziobak współpracuje z doktorem Dundersztycem, aby naprawić jego Niemrawo-I-Nudo-Inator na Kreatywniator. Prawdziwy chłopiec: Doktor Dundersztyc, myśląc, że jego córka słyszała jak mówił, że wolałby mieć syna, aby pomagał mu w czynieniu zła, postanawia strzelić w nią Promieniem Zapomnij-O-Tym-Inatorem. Tymczasem Norm chce być prawdziwym chłopcem, więc odgrywa przy doktorze Dundersztycu rolę jego syna. W domu Fineasza i Ferba, Stefa hipnotyzuje Fretkę, aby porzuciła przyłapywanie braci i mogła spędzić cały dzień z Jeremiaszem. Niestety Fretka słyszy przypadkowo słowa cofające hipnozę i wraca do domu, by przyłapać braci na tworzeniu skocznego wynalazku. | |                                                          |                                                    |                                                            |
| 75 | Czy mnie słyszysz, mamo? / Wycieczka „Mommy Can You Hear Me?” / „Road Trip”                                          | 12 lutego 2012 (A) 19 lutego 2012 (B)                    | 29 lipca 2011                                      | 25 lutego 2012                                             |
| Czy mnie słyszysz, mamo?: Fretka ma skręconą kostkę i musi leżeć cały dzień w łóżku. Robi więc wszystko, aby zwrócić uwagę mamy na wynalazek młodszych braci, którzy próbują wysłać w kosmos życzenia urodzinowe dla swojego przyjaciela, kosmonauty Siergieja. Nieoczekiwanie wiadomość, którą Fretka chciała przekazać mamie, zostaje wysłana do przyjaciela chłopców, co ratuje jego statek przed uderzeniem asteroidy. Tymczasem doktor Dundersztyc tworzy Rosoło-Inator, aby zalać zupą kurczakową cały okręg trzech stanów. Wycieczka: Ostatniego dnia rodzinnej wycieczki Fretka ma nadzieję, że nie będzie musiała się martwić przyłapywaniem braci, jednak Fineasz i Ferb decydują się zbudować zajazd przydrożny na szczycie ciężarówki. W tym czasie doktor Dundersztyc także jedzie na wycieczkę, ale używa wielkiej platformy, żeby przewieźć swój wybuchowy sok na okręg trzech stanów. | |                                                          |                                                    |                                                            |
| 76 | Łapu Capki / Tour de Ferb „Skiddley Whiffers” / „Tour de Ferb”                                                       | 19 lutego 2012 (A) 26 lutego 2012 (B)                    | 26 sierpnia 2011 (A) 12 sierpnia 2011 (B)          | 17 marca 2012                                              |
| Łapu Capki: Fineasz i Ferb wraz z przyjaciółmi budują gigantyczną wersję dziecięcej gry, która obejmuje swym obszarem całe Danville. Fretka, rozdarta między przyłapaniem braci a wspólną grą, w końcu dołącza do zabawy z braćmi i postanawia zostać „Królową Łapu Capek”. Tymczasem doktor Dundersztyc próbuje pogodzić się z myślą, że Vanessa dorasta i chce być normalną nastolatką. Pozwala jej wyjechać na biwak, jednak nie radząc sobie z myślą, że zostawia ją bez opieki, przebiera się za obozowicza i z pomocą Pepe Pana Dziobaka stara się ją chronić. Tour de Ferb: Fineasz i Ferb korzystają z pomocy cyklisty Grega LeMonda, aby przygotował Baljeeta do wyścigu kolarskiego. Tymczasem doktor Dundersztyc stara się wprowadzić Danville w zastój finansowy, aby nikt nie przebił jego oferty na aukcji, więc buduje Reklamo-Inator. | |                                                          |                                                    |                                                            |
| 77 | Gol, gol „My Fair Goalie”                                                                                            | 3 marca 2012                                             | 9 września 2011                                    | 1 czerwca 2012                                             |
| Do rodziny Flynn-Fletcher przyjeżdżają kuzyni Ferba z Anglii i wyzywają go na piłkarski pojedynek. W tym celu Fineasz i Ferb budują wysokiej technologii stadion 3D. Tymczasem Fretka chce zaimponować Jeremiaszowi znajomością angielskiej kultury, w czym pomaga jej kuzynka Eliza. Z kolei doktor Dundersztyc buduje Upadające-Drzewo-W-Lesie-Inator, który powoduje że spadające drzewa wymawiają jego imię. | |                                                          |                                                    |                                                            |
| 78 | Pepe Pan Aktor / W sam środek "Perry The Actorpus" / "Bullseye!”                                                     | 4 marca 2012 (A) 5 lipca 2012 (B)                        | 3 marca 2012 (A) 30 września 2011 (B)              | 1 maja 2012 (A) 15 czerwca 2012 (B)                        |
| Pepe Pan Aktor: Pepe zostaje zwycięzcą konkursu na maskotkę fabryki narzędzi, co stawia jego sekretną tożsamość w niebezpieczeństwie. Jego tymczasowym zastępcą w walce z Dundersztycem zostaje Agent Ś. Tymczasem Fretka uczestniczy w przemówieniu Mandy, które ma ją nauczyć panowania nad instynktem przyłapywania braci. A więc Dundersztyc buduje Durno-Wąso-Inator W sam środek: Tata Fineasza i Ferba w drodze na wystawę antyków przypadkowo trafia na Konkurs Złoczyńcy organizowany przez grupę zwaną B.A.B.E.C.Z.K.A. Przypadkowo zostaje on trafiony promieniem Wszystko Na Złe Przemieniatorem i zostaje ogłoszony liderem złej organizacji. W tym czasie Fretka próbuje przyłapać braci, będąc nieświadoma faktu, że chłopcy pomagają mamie przy instalacji sztuki współczesnej. | |                                                          |                                                    |                                                            |
| 79 | To duch! / Klątwa Fretki „That’s the Spirit” / „The Curse of Candace”                                                | 17 marca 2012                                            | 7 października 2011                                | 26 maja 2012                                               |
| To duch!: W halloweenową noc, Fineasz i Ferb spotykają tajemniczego chłopca, który uważa, że jego dom jest nawiedzony przez duchy. W tym czasie doktor Dundersztyc tworzy Umysło-Przesył-Inator, którego działanie zamienia go w krowołaka, który pożera trawę w okręgu trzech stanów. Klątwa Fretki: Po obejrzeniu ze Stefą filmu o wampirach, Fretka zaczyna wariować, myśląc, że zamienia się w wampira. Wynalazki Fineasza i Ferba dla ich przyjaciół utwierdzają ją w tej świadomości. Tymczasem doktor Dundersztyc zamienia okręg trzech stanów w kopię Gimmelshtump, aby łatwiej przejąć nad nim kontrolę, więc dlatego buduje Gimmelshtump-Inator. | |                                                          |                                                    |                                                            |
| 80 | Ucieczka z wieży Fineasza / Pozostałości dziobaka „Escape from Phineas Tower” / „The Remains of the Platypus”        | 4 marca 2012 (A) 30 czerwca 2012 (B)                     | 21 października 2011 (A) 24 lutego 2012 (B)        | 1 maja 2012 (A) 15 czerwca 2012 (B)                        |
| Ucieczka z wieży Fineasza: Fineasz i Ferb postanawiają zbudować kontrolowaną przez komputer wieżę, która ma ich uwięzić i pozwolić im na zastosowanie różnorakich form ucieczki. Nieoczekiwanie komputer wymyka się spod kontroli, co utrudnia chłopcom wydostanie się z pułapki. W tym czasie doktor Dundersztyc tworzy Bez-Czelno-inator, który ma zniszczyć spotkanie jego brata Rogera z angielskimi dygnitarzami. Pozostałości dziobaka: W Danville zapanowuje szaleństwo. Fineasz i Ferb tworzą sertopię, doktor Dundersztyc czyni Pepe swoim lokajem dzięki Lokajo-Inatorowi, a Carl zostaje uwięziony w stroju wiewiórki, a później doktor Dundersztyc buduje Wyparowywacz-Inator. Fabuła odcinka toczy się od końca do początku. | |                                                          |                                                    |                                                            |
| 81 | Ferb łacina / Festyn plackowy „Ferb Latin” / „Lotsa Latkes”                                                          | 18 marca 2012                                            | 25 listopada 2011 (A) 18 listopada 2011 (B)        | 19 maja 2012                                               |
| Ferb łacina: Fineasz i Ferb tworzą swój własny język ferbiański, w którym wszystkie słowa kończą się na -erb. Interesująca kultura chłopców i nietypowe zwyczaje szybko rozprzestrzenia się na całe miasto. Festyn plackowy: Izabela wpada w panikę, gdy dowiaduje się, że w tym roku nie będzie placków ziemniaczanych na Festiwalu Placków Ziemniaczanych w domu spokojnej starości, w którym mieszka jej babcia. Okazuje się, że wszystkie ziemniaki zniknęły z miasta. Doktor Dundersztyc buduje Historyczno-Armio-Odzysko-Inator. | |                                                          |                                                    |                                                            |
| 82 | Rodzinne święta „A Phineas and Ferb Family Christmas”                                                                | 24 grudnia 2011                                          | 2 grudnia 2011                                     | 24 grudnia 2011                                            |
| Fineasz i Ferb mają już dosyć upalnego lata. Aby nieco je ochłodzić, postanawiają stworzyć świąteczne show z udziałem rodziny i przyjaciół. Pojawi się także kilku gości specjalnych, zwłaszcza Kelly Clarkson. Doktor Dundersztyc buduje Transport-Inator. | |                                                          |                                                    |                                                            |
| 83 | Krokodylek / Ferbowizja "What A Croc!” / „Ferb TV”                                                                   | 21 lutego 2013 (A) 10 stycznia 2013 (B)                  | 1 czerwca 2012 (A) 7 września 2012 (B)             | 18 stycznia 2013 (A) 27 stycznia 2013 (B)                  |
| Krokodylek: Fineasz i Ferb dowiadują się, że zwierzęca gwiazda Krokuś Pan Krokodyl zaginął. Postawiają więc dokładnie przeszukać wszelkie kanały i zrobić wszystko, by wrócił do Rezerwatu Przyrody w Danville. Tymczasem doktor Dundersztyc tworzy Kuro-Zamieno-Inator, który zamienia w kurczaki wszystko co trafi. Ferbowizja: Fineasz i Ferb tworzą własny kanał telewizyjny Ferb TV, w którym Bajleet jest doktorem, Buford kucharzem, a Zuzia i Jeremiasz występują w serialu o życiu Norma. | |                                                          |                                                    |                                                            |
| 84 | Mama w domu / Młody Monogram „Mom’s in the House” / „Minor Monogram”                                                 | 30 czerwca 2012 (A) 16 września 2012 (B)                 | 2 marca 2012 (A) 11 maja 2012 (B)                  | 15 czerwca 2012 (A) 6 stycznia 2013 (B)                    |
| Mama w domu: Gdy Pepe znów znika, Fineasz i Ferb budują mechaniczny Pepetronic 3000, który potrafi przyjmować dowolną postać i może towarzyszyć chłopcom cały czas. Tymczasem Fretka postanawia zmienić taktykę przyłapywania, nie dopuszczając do skończenia dzieła przez braci. Z kolei doktor Dundersztyc tworzy Duplikator-Inator-2, aby skopiować swoją głowę i mieć dwa razy większą inteligencję. Młody Monogram: Siedząc pod drzewem z przyjaciółmi, Fineasz i Ferb postanawiają stworzyć Lasień – połączenie lata i jesieni. Tymczasem Major Monogram przyprowadza swojego syna Monty’ego do pracy, co sprawia, że Carl jest zazdrosny. | |                                                          |                                                    |                                                            |
| 85 | Ekskaliferb „Excaliferb”                                                                                             | 14 kwietnia 2012                                         | 15 stycznia 2012                                   | 1 maja 2012                                                |
| W czasach średniowiecza Fineasz i Ferb (Ferbalot) wyruszają w niesamowitą przygodę, aby odnaleźć legendarny miecz Ekskaliferb i pokonać złego czarodzieja Czarosztyca. | |                                                          |                                                    |                                                            |
| 86 | Potwory z Id / Wielkie mrówki „Monster from the Id” / „Gi-Ants”                                                      | 30 czerwca 2012                                          | 10 lutego 2012                                     | 8 czerwca 2012                                             |
| Potwory z Id: Fretka gubi prezent, który zrobił dla niej Jeremiasz i jest zdeterminowana, aby go odtworzyć. Nie pamięta jednak, jak on wyglądał, więc postanawia użyć czytacza myśli braci, by przywrócić sobie pamięć. Tymczasem doktor Dundersztyc chce użyć Wielko-Bielizno-Inatora, aby zawstydzić wszystkich ludzi w okręgu trzech stanów. Wielkie mrówki: Fineasz i Ferb budują gigantyczne mrowisko pełne wielkich mrówek. Próbując przyłapać braci, Fretka przypadkowo wylewa na siebie mrówcze feromony i wchodzi do wnętrza wielkiego miasta mrówek. Tymczasem doktor Dundersztyc czuje się senny po zjedzeniu indyka, więc tworzy Indyko-Inator, który zamienia wszystkie przedmioty w indyki i wywołuje epidemię snu. | |                                                          |                                                    |                                                            |
| 87 | Agent Dun / Fineasz i Ferb i Świątynia Sołotitje „Agent Doof” / „Phineas and Ferb and the Temple of Juatchadoon”     | 12 lipca 2012 (A) 5 maja 2012 (B)                        | 11 maja 2012 (A) 16 stycznia 2012 (B)              | 29 września 2012 (A) 21 kwietnia 2012 (B)                  |
| Agent Dun: Doktor Dundersztyc buduje Bobaso-Inator. Potem rezygnuje z bycia złym i staje się agentem O.B.F.S. Norm przypadkowo włącza Bobaso-Inator a ten trafia w Fineasza i Ferba, którzy stają się dziećmi. Fretka twierdzi że oni sami zamienili się w dzieci i chce pokazać ich mamie. Fineasz i Ferb i Świątynia Sołotitje: Po zlokalizowaniu amuletu Sołotitje, dwaj archeolodzy Ohio Flynn i Rhode Island Fletcher wyruszają do Ameryki Środkowej, by pomóc kobiecie w potrzebie Izabeli odnaleźć tajemniczą Świątynię Sołotitje i zaginioną matkę dziewczyny. Z kolei doktor Dundersztyc planuje użyć amuletu w celu ożywienia kukurydzianego kolosa, który zniszczy świat. | |                                                          |                                                    |                                                            |
| 88 | Przeznaczenie / Skaczmy „Delivery of Destiny” / „Let’s Bounce”                                                       | 25 sierpnia 2012 (A) 30 czerwca 2012 (B)                 | 27 kwietnia 2012 (A) 16 marca 2012 (B)             | 13 stycznia 2013 (A) 22 czerwca 2012 (B)                   |
| Przeznaczenie: Dostarczyciel Paul odkrywa jak ważna dla Danville jest jego praca, odwiedzając kolejno dom Fineasza i Ferba, siedzibę Spółki Zło doktora Dundersztyca oraz kwatery O.B.F.S. w specjalnym odcinku widzianym jego oczami. Pojawiają się również Miłosie z muzycznym akompaniamentem. Doktor Dundersztyc buduje Soko-Inator. Skaczmy: Fineasz i Ferb tworzą sieć trampolin w Danville, używając do tego przycisku antygrawitacyjnego. Przypadkowo Fretka również zostaje dotknięta działaniem przycisku i zaczyna lewitować na oczach rodziny Jeremiasza. Tymczasem doktor Dundersztyc tworzy Prawdo-Mowo-Inator, który testuje na zawsze szczerym Abrahamie Lincolnie. | |                                                          |                                                    |                                                            |
| 89 | Najcichszy dzień w historii / Koniec przyjaźni „Quietest Day Ever” / „Bully Bromance Break Up”                       | 30 czerwca 2012 (A) 6 sierpnia 2012 (B)                  | 30 marca 2012 (A) 16 marca 2012 (B)                | 22 czerwca 2012 (A) 25 sierpnia 2012                       |
| Najcichszy dzień w historii: Fineasz i Ferb tworzą stroje ninja umożliwiające niewidzialność, aby nie przeszkadzać mamie w rozwiązywaniu internetowego testu. Tymczasem Fretka jest coraz bardziej zdenerwowana, nie mogąc nigdzie znaleźć młodszych braci i przyłapać ich. Z kolei doktor Dundersztyc tworzy De-Przystojno-Inator. Koniec przyjaźni: Po wspólnej kłótni, Baljeet i Buford zrywają swoją znajomość, więc Buford zatrudnia się jako pomocnik doktora Dundersztyca w podbijaniu okręgu trzech stanów. Obecność Buforda nie pozwala Pepe na pokonanie swojego nemezis, gdyż nie może on pokazać się przed przyjacielem swoich właścicieli. Tymczasem Baljeet jest przerażony wolnością i przepełniony energią postanawia wraz z Fineaszem i Ferbem wspiąć się na górę Danville. Doktor Dundersztyc buduje Rzeźbio-Inator | |                                                          |                                                    |                                                            |
| 90 | Placek z Dunderkami / Tajemnica Buforda „The Doonkelberry Imperative” / „Buford Confidential”                        | 9 lipca 2012 (A) 3 sierpnia 2012 (B)                     | 30 marca 2012 (A) 27 kwietnia 2012 (B)             | 20 stycznia 2013 (A) 27 stycznia 2013 (B)                  |
| Placek z Dunderkami: Fineasz i Ferb wyruszają na poszukiwanie jagód do słynnego ciasto ich mamy. W tym czasie Pepe walczy z doktorem Dundersztycem na środku oceanu, kiedy doktor wraca do rodzinnej miejscowości, by odnowić swoje prawo jazdy. Z kolei Fretka jest przekonana, że znalazła rozwiązanie problemu przyłapania braci. Tajemnica Buforda: Do Danville przyjeżdżają przedstawicielki Ogników z Francji Brigitte, Josette i Colette, aby pomóc Izabeli upolować niebezpiecznego niedźwiedzia grizzly. Buford, próbując przestraszyć dziewczęta przypadkowo odkrywa tożsamość jednej z nich. Tymczasem Fineasz i Ferb budują u swoich dziadków tor do biegania między zraszaczami a niechęć doktora Dundersztyca do precli zmusza go do stworzenia De-Węzło-Inator, który rozkręci każdego precla w Danville. | |                                                          |                                                    |                                                            |
| 91 | Śpiąca niespodzianka / Nasz własny spodek „Sleepwalk Surprise” / „Sci-Fi Pie Fly”                                    | 6 grudnia 2012 (A)24 grudnia 2012 (B)                    | 8 czerwca 2012                                     | 10 lutego 2013                                             |
| Śpiąca niespodzianka: Fretka planuje spędzać czas z Jeremiaszem, lecz widzi Fineasza i Ferba grających w siatkówkę na plecakach odrzutowych. Gdy Jeremiasz daje się wciągnąć w zabawę, Fretka próbuje trzymać mamę z dala od ogródka, by jej chłopak nie wpadł w kłopoty. Tymczasem, kiedy doktor Dundersztyc odkrywa, że wymyśla „-inatory” we śnie, postanawia wrócić do swoich marzeń, aby dowiedzieć się co się dzieje. Nasz własny spodek: Fineasz i Ferb stworzyli własny latający spodek, aby rozwiązać tajemnicę ostatniej wysypki kręgów zbożowych. Tymczasem Fretka próbuje zrezygnować z nawyku plotkowania, a po drugiej stronie miasta, doktor Dundersztyc kwestionuje miejscowej pizzerii „37 minut lub to nic nie kosztuje” używając swojego „Ciasto-dmucho-inatora” do wygenerowania silnego strumienia powietrza do przechowywania ciasta do pizzy w górę w nieskończoność. | |                                                          |                                                    |                                                            |
| 92 | BezHikność w Seattle „Meapless in Seattle”                                                                           | 24 stycznia 2013                                         | 6 kwietnia 2012                                    | 17 lutego 2013                                             |
| Hik powraca na Ziemię, aby ocalić Fineasza i Ferba przed Mitchem, który chce przejąć kontrolę nad światem Hika i odnaleźć znajdujący się w Seattle zaginionych kielich słodkonium. Chłopcy wyruszają więc do Seattle, aby powstrzymać złoczyńcę. Tymczasem doktor Dundersztyc postanawia odwiedzić swojego dawnego nemezis Pupu Pana Pandę. | |                                                          |                                                    |                                                            |
| 93 | Mamo Ściągacz / Mózgus Maximus „The Mom Attractor” / „Cranius Maximus”                                               | 17 stycznia 2013                                         | 4 maja 2012                                        | 3 lutego 2013                                              |
| Mamo Ściągacz: Fineasz i Ferb pytają Fretkę, co ona chce robić. Ta z kolei zamierza powiedzieć mamie o ich wybrykach. Doktor Dundersztyc dzięki Dziecko-Płaczo-Inatorowi chce przeszkodzić Rogerowi w przemówieniu, przyciągając do siebie wszystkie mieszkanki Danville. Mózgus Maximus: Fineasz i Ferb konstruują Mózgo-przyśpieszacz, aby pomóc Baljeetowi być jeszcze bardziej inteligentnym. Natomiast doktor Dundersztyc wykorzystuje Kluczo-Znajdo-Inator, by pozbawić całe Danville wszystkich kluczy, a zwłaszcza klucza do miasta. | |                                                          |                                                    |                                                            |
| 94 | Kawka z wrogiem / Skarb Trzech Stanów: But Tajemnic „Sipping with the Enemy” / „Tri-State Treasure: Boot of Secrets” | 31 stycznia 2013                                         | 22 czerwca 2012                                    | 24 lutego 2013                                             |
| Kawka z wrogiem: Fretka próbuje przyłapać Fineasza i Ferba podczas urządzania na podwórku pokaz magii, a Vanessa i syn majora Monograma, Monty piją kawę razem mimo walki swych ojców. Tymczasem doktor Dundersztyc próbuje zdobyć swych zwolenników wśród młodych ludzi. Skarb Trzech Stanów: But Tajemnic: Fineasz i Ferb pomogają ojcu odkryć brakujący kawałek historii Danville, kiedy spotykają jego odwiecznego wroga Worthingtona na pchlim targu. Tymczasem doktor Dundersztyc chce się odmłodzić, aby wygrać festiwal filmów dla dzieci. | |                                                          |                                                    |                                                            |
| 95 | Dunderbak / Norm wyzwolony „Doofapus” / „Norm Unleashed”                                                             | 7 lutego 2013 (A) 14 lutego 2013 (B)                     | 6 lipca 2012 (A) 20 lipca 2012 (B)                 | 30 marca 2013                                              |
| Dunderbak: Doktor Dundersztyc zamienia się w dziobaka, aby pokonać Pepe i zawładnąć trzema stanami, ale uważa to za trudniejsze niż przypuszczał ze swoich nowych dodatkowych dziobakowych części. Tymczasem Fineasz i Ferb tworzą urządzenie zmieniające stan materii, aby przemienić jakiś przedmiot w ciecz, ale musi go odwrócić, gdy Fretka trafia w siebie wraz z nim. Norm wyzwolony: Fineasz i Ferb budują nanoboty tak, że mogą je zestawiać w dowolny obiekt jaki oni sobie wyobrażają. Tymczasem doktor Dundersztyc ma obowiązek bycia świadkiem w sądzie, więc Norm przejmuje jego system zła, walcząc z Pepe dzięki swoim nowym wbudowanym gadżetom. | |                                                          |                                                    |                                                            |
| 96 | Zderzenie planet / Droga do Danville „When Worlds Collide” / „Road to Danville”                                      | 28 lutego 2013 (A) 7 marca 2013 (B)                      | 14 września 2012 (A) 26 października 2012 (B)      | 5 kwietnia 2013                                            |
| Zderzenie planet: Doktor Dundersztyc tworzy Przyciągaczo-Inator, który po wystrzeleniu w kosmos trafia w ogromną planetę. Fineasz i Ferb gdy odkrywają, że dziwna planeta pędzi wprost na Ziemię postanawiają ją odepchnąć robiąc ogromną sprężynę. Droga do Danville: Doktor Dundersztyc i Agent P gubią się na pustyni i chcą wrócić do Danville. | |                                                          |                                                    |                                                            |
| 97/98 | Gdzie jest Pepe? „Where’s Perry?”                                                                                    | 6 października 2012 (część 1) 3 listopada 2012 (część 2) | 26 lipca 2012 (część 1) 24 sierpnia 2012 (część 2) | 14 października 2012 (część 1) 10 listopada 2012 (część 2) |
| Rodzina Flynn-Fletcher wyjeżdża do afrykańskiego safari, zostawiając Pepe samego w domu. Tymczasem ten wyrusza na misję, aby powstrzymać doktora Dundersztyca przed przejęciem kontroli nad O.B.F.S. Kiedy jednak doktor przypadkowo strzela promieniem Maksymalnego-Na-Zło-Przemieniatora w Carla, to on zostaje nowym przywódcą agencji i więzi doktora Dundersztyca i majora Monograma. Agent P próbuje powstrzymać Carla, jednak zostaje trafiony jednym z promieni doktora Dundersztyca i znika w tajemniczych okolicznościach. | |                                                          |                                                    |                                                            |
| 99 | Zaciemnienie / Co przegapiłem? "Blackout!” / „What’d I Miss?”                                                        | 9 marca 2013 (A) 21 marca 2013 (B)                       | 30 listopada 2012 (A) 17 września 2012 (B)         | 20 kwietnia 2013                                           |
| Zaciemnienie: Fineasz i Ferb wykorzystują nadarzającą się okazję na zwiększenie awarii sieci elektrycznej w Danville, podczas gdy doktor Dundersztyc próbuje użyć litość na jego korzyść. Co przegapiłem?: Fineasz i Ferb przygotowują się do ich najnowszego projektu - szkolenia oswojonych wiewiórek do życia w wolności. Tymczasem doktor Dundersztyc wygrywa w konkursie talentów. Zachęcony wygraną, uzależnił się od konkursów. Ponieważ doktor potrafi tylko upiec placek brzoskwiniowy, więc konstruuje Brzoskwin-Placko-Wypiekator, dzięki któremu każdy sędzia w konkursie będzie miał ochotę zjeść placek brzoskwiniowy. | |                                                          |                                                    |                                                            |
| 100 | Twoja retrospekcja „This Is Your Backstory”                                                                          | 13 marca 2013                                            | 2 listopada 2012                                   | 27 kwietnia 2013                                           |
| Norm jest gospodarzem dziwnego reality show, który ukazuje życie pamiętnego doktora Dundersztyca. Dzięki złym wspomnieniom, Heinz próbuje osiągnąć wyższy stopień okrucieństwa w swoim życiu. | |                                                          |                                                    |                                                            |

## Seria 4: 2012–2015
| 101 | Mucha / Moja bryka Fly On the Wall / My Sweet Ride | 18 kwietnia 2013 (A) 30 maja 2013 (B)  | 11 stycznia 2013 (A) 1 lutego 2013 (B)           | 25 maja 2013                                  |
| Mucha: Buford usuwa część huśtawki z opon, którą zbudowali bracia, przez co przypadkowo wystrzelony promień zamienia Fretkę w muchę. Tymczasem doktor Dundersztyc cierpi z powodu blokady złego naukowca. Moja bryka: W Danville odbywa się festiwal Doo Wop Hop i pokaz samochodów z lat 70, w którym bierze udział całe miasto. Doktor Dundersztyc odbudowuje czadowe auto swojego wuja i chce się pozbyć konkurencji, używając Rdzo-Inatora, zamieniającego wszystkie samochody w rdzawy pył. Tymczasem spełnia się marzenie Fretki, która otrzymuje swój własny samochód, jednak nie dokładnie taki, jak sobie wyobrażała. Pojawi się wątek Monty’ego i Vanessy, których ojcowie zamierzają wreszcie odkryć, z kim spotykają się ich dzieci. Jednakże Carl gdy widzi Monty’ego i Vanessę razem nie mówi tego szefowi. | |                                        |                                                  |                                               |
| 102 | Tylko dla twoich lodów / Szczęśliwego Nowego Roku! For Your Ice Only / Happy New Year!                                                                | 4 stycznia 2014                        | 2009 (A) 21 listopada 2009 (B)                   | 3 maja 2014                                   |
| Tylko dla twoich lodów: Dzieci podejmują się gry w hokeja, ulepszając ją do poziomu ekstremalnego. Szczęśliwego Nowego Roku!: Fineasz i Ferb planują własną noworoczną, sylwestrową kulę, wraz z dostosowaną do niej kulą wielowymiarową, a Fretka wykorzystuje to jako okazję do powstrzymania się od przyłapania braci do czasu, aż zegar wybije północ. Tymczasem doktor Dundersztyc używa inatora w swoim krawacie jako kontynuację niekończącej się próby przejęcia władzy nad okręgiem trzech stanów. | |                                        |                                                  |                                               |
| 103 | Huncwot pilnuje / Ogródkowy miszmasz Bully Bust / Backyard Hodge Podge                                                                                | 18 kwietnia 2013 (A) 14 lipca 2013 (B) | 18 stycznia 2013 (A) 19 kwietnia 2013 (B)        | 5 października 2013                           |
| Huncwot pilnuje: Buford przyjmuje wyzwanie Fretki i postanawia pokazać, że Fineasza i Ferba da się przyłapać. Po drugiej stronie miasta, doktor Dundersztyc wypija zbyt dużo kawy i dostaje dodatkową porcję złej energii. Ogródkowy miszmasz: Fineasz i Ferb tworzą nowy wynalazek, używając części ze swoich poprzednich projektów. Gdy Fretka próbuje ich przyłapać, mama jest zbyt zmęczona pieczeniem placków cały dzień i nie potrafi odkryć, co córka chce jej pokazać. Doktor Dundersztyc zamierza popsuć wzrok wszystkim w okręgu trzech stanów. | |                                        |                                                  |                                               |
| 104 | Kinderlumper / Tylko desery Der Kinderlumper / Just Desserts                                                                                          | 30 maja 2013 (A) 5 września 2013 (B)   | 15 lutego 2013 (A) 5 lipca 2013 (B)              | 10 maja 2014                                  |
| Kinderlumper: Fineasz i Ferb tworzą wehikuły związane z brukwią, gdy Fretka zostaje wybrana Księżniczką Brukwi i ma otworzyć bieg Szynszyli. Z kolei doktor Dundersztyc chce zmienić się w Kinderlumpera, aby przestraszyć Rogera i odebrać mu tytuł burmistrza Danville. Tylko desery: Fineasz i Ferb wraz z przyjaciółmi budują wielką ściankę wspinaczkową. Tymczasem Fretka nagrywa wraz z Irvingiem audiobooka podręcznika zastępu Ogników i niespodziewanie traci głos, przez co nie może przyłapać swoich młodszych braci na gorącym uczynku. | |                                        |                                                  |                                               |
| 105 | Dzień Pszczół / Pszczela Opowieść Bee Day / Bee Story                                                                                                 | 21 lipca 2013                          | 26 kwietnia 2013                                 | 12 października 2013                          |
| Dzień Pszczół: W Danville odbywa się Dzień Pszczół. Fineasz i Ferb tworzą wielki nadmuchiwany basenik dla mamy. W tym czasie Fretka postanawia zostać emo, zaś doktor Dundersztyc chce przejąć władzę nad pszczołami. Pszczela Opowieść: Odcinek „Pszczela Opowieść” pokazany jest z perspektywy Izabeli i jej zastępu. Izabela i dziewczyny z zastępu Ogników próbują zdobyć odznakę hodowczyń pszczół, zamieniając się w te owady. W tym czasie profesor Poofenplotz chce zostać Królową Świata, kradnąc i konsumując wielkie ilości królewskiego mlecza. | |                                        |                                                  |                                               |
| 106 | Zmiana planu Sidetracked | 5 sierpnia 2013                        | 1 marca 2013                                     | 19 października 2013                          |
| Agent P łączy siły z byłą partnerką, ludzką agentką Lylą, aby zatrzymać porwany pociąg wzdłuż granicy USA z Kanadą. W jednej z poprzednich misji polegli, więc Agent P musi zdecydować, czy może zaufać Lyli i jej wyjątkowemu poczuciu logiki aby dostać się tam poprzez misję, pokonać doktora Dundersztyca i uratować pasażerów pociągu, a nawet narodowy skarb Kanady - łosia Alberta. | |                                        |                                                  |                                               |
| 107 | Węzeł / Zamiana umysłów Knot My Problem / Mind Share                                                                                                  | 5 września 2013 (A) 14 lipca 2013 (B)  | 5 lipca 2013 (A) 5 kwietnia 2013 (B)             | 17 maja 2014                                  |
| Węzeł: Fretka sądzi, że może ostatecznie pokonać swoich braci, gdy chłopcy poproszą ją o zawołanie mamy, gdy zaplączą się w gigantycznym węźle gordyjskim. Okazuje się jednak, że jest bardziej zajęta, pomagając Jeremiaszowi w otworzeniu jego minisejfu. Zamiana umysłów: Przyjaciele wymieniają się ciałami z turystami z kosmosu, aby skorzystać z darmowego międzygalaktycznego wypoczynku. Tymczasem doktor Dundersztyc próbuje zaimponować dziewczynie o imieniu Rosie przez specjalne buty, które czynią go idealnym tancerzem. | |                                        |                                                  |                                               |
| 108 | Pierwotny Pepe Primal Perry | 5 lipca 2013                           | 2 marca 2013                                     | 26 października 2013                          |
| Pepe musi uciekać przed australijskim łowcą dziobaków Liamem, który ma zamiar go zniszczyć, aby ocalić doktora Dundersztyca i zachować świętość Botanicznych Ogrodów Danville. Tymczasem Fineasz i Ferb tworzą nieskończony generator prawdopodobieństwa, który pozwala Baljeet’owi dokonywać nieskończoną ilość wyborów, bez ponoszenia ich konsekwencji. | |                                        |                                                  |                                               |
| 109 | La Fretka-Cabra / Wszystkiego najlepszego, Izabelo! La Candace-Cabra / Happy Birthday, Isabella!                                                      | 12 września 2013                       | 12 lipca 2013                                    | 24 maja 2014                                  |
| La Fretka-Cabra: Fineasz i Ferb postanawiają udowodnić całemu światu, że nieuchwytna Chupacabra istnieje, lecz Fretka nie może znieść czekania i chce jak najszybciej pokazać ją mamie. Tymczasem Dundersztyc postanawia użyc swój Zmień-Miejsce-Inator, aby usunąć włosy jednej osobie i oddać je innej, aby zwiększyć sprzedaż swojego toniku na porost włosów. Wszystkiego najlepszego, Izabelo!: Fineasz i jego drużyna postanawiają uczcić urodziny Izabeli w uroczysty sposób, lecz jedyne czego ona pragnie to spędzić czas w ciszy z Fineaszem. Tymczasem doktor Dundersztyc instaluje swój Zrobakuj-Mnie-Inator w swoim busie, którym zamienia wszystko co go irytuje w robactwo. Stefa dowiaduje się, że Pepe jest tajnym agentem, i obiecuje utrzymać to w tajemnicy. | |                                        |                                                  |                                               |
| 110 | Wielkie kule wody / Gdzie jest Pimpuś? Great Balls of Water / Where’s Pinky?                                                                          | 28 lipca 2013                          | 7 czerwca 2013                                   | 31 maja 2014                                  |
| Wielkie kule wody: Fineasz i Ferb tworzą wielką kroplę wody, żeby się schłodzić. Fretka próbuje być najzwyczajna, a doktor Dundersztyc chce się napić miętowego arientolagu. Gdzie jest Pimpuś?: Pepe i Pinky współpracują, aby powstrzymać doktora Dundersztyca przed jego najnowszym planem. Fineasz i Ferb pomagają Izabeli odnaleźć zagubionego psa, co naraża misję Pepe i Pimpusia na ujawnienie. | |                                        |                                                  |                                               |
| 111/112 | Fineasz i Ferb: Misja Marvel Phineas and Ferb: Mission Marvel                                                                                         | 26 września 2013                       | 16 sierpnia 2013                                 | 15 lutego 2014                                |
| Spider-Man, Iron Man, Thor i Hulk przybywają do Danville, po tym jak najnowszy Inator doktora Dundersztyca przypadkowo odbiera im moce i unieszkodliwia ich. Fineasz i Ferb postanawiają pomóc superbohaterom odzyskać utracone siły i pokonać ich śmiertelnych wrogów: Red Skulla, Whiplasha, Venoma i MODOK-a, którzy we współpracy z doktorem Dundersztycem chcą wywołać chaos w mieście. | |                                        |                                                  |                                               |
| 113 | Nie, dziękuję / Trojańska opowieść Thanks But No Thanks / Troy Story                                                                                  | 11 stycznia 2014                       | 13 września 2013 (A) 20 września 2013 (B)        | 12 kwietnia 2016                              |
| Nie, dziękuję: Vanessa i Monty dalej ukrywają przed ojcami, że są razem, natomiast Carl chce, żeby major Monogram dowiedział się o nich. Tymczasem Fretka jest szczęśliwa, że jej sąsiadka widziała wszystkie wynalazki braci. Również doktor Dundersztyc buduje Nadmuchuj-Inator, żeby uciszyć sąsiada, który gra na dudach. Trojańska opowieść: Fineasz i Ferb odtwarzają Bitwę o Troję, a Fretka próbuje uniknąć konieczności przeczytania prawdziwej historii dla swojego klubu książki. Tymczasem doktor Dundersztyc tworzy Niełado-Inator, który tworzy wielki bałagan. | |                                        |                                                  |                                               |
| 114 | Miłość od pierwszego bajtu / Właściwy obrót Love at First Byte / One Good Turn                                                                        | 19 września 2013                       | 2 sierpnia 2013 (A) 9 sierpnia 2013 (B)          | 13 kwietnia 2016                              |
| Miłość od pierwszego bajtu: Gdy mama staje się przytłoczona organizacją imprezy osiedlowej, prosi Fineasza i Ferba o pomoc w tworzeniu niezapomnianego finału imprezy. Tymczasem Fretka planuje popiersie swoich braci, ale oni razem z mamą nie zwracają na to uwagi. Podczas przyjęcia, doktor Dundersztyc próbuje wyswatać Norma z żeńskim robotem Chloe, ale Norm trochę się denerwuje. Właściwy obrót: Motywowane filmem o silnych superbohaterkach, Stefa i Fretka postanawiają połączyć swoje siły przeciwko rywalizującym ze sobą grupom i konkurować w Fineaszo-Ferbowym Ostatecznym Torze Przeszkód. Tymczasem po drugiej stronie miasta doktor Dundersztyc chce upokorzyć swojego brata Rogera, używając Obróć-się-o-90-Stopni-Inatora, aby niechcący obraził burmistrza Stumblegimp i musiał zatańczyć kompromitujący taniec skruchy. | |                                        |                                                  |                                               |
| 115 | Strachy na lachy / Ja to mam szczęście Cheers for Fears / Just Our Luck                                                                               | 1 lutego 2014                          | 1 listopada 2013 (A) 10 stycznia 2014 (B)        | 14 kwietnia 2016                              |
| Strachy na lachy: Za namową Stefy, Fretka prosi Fineasza i Ferba, aby stworzyli wielką księgę specjalnych wydarzeń z Jeremiaszem z okazji jego urodzin. Tymczasem Pepe Pan Dziobak dowiaduje się, iż doktor Dundersztyc ukradł wszystkie horrory w Danville, aby stworzyć Inator, który wywołuje największe lęki ludzi. Ja to mam szczęście: Fretka zostaje przypadkowo trafiona przez Stinkelkrampen-Inatorem doktora Dundersztyca. Dziewczyna jest pewna, że uda jej się dziś przyłapać braci. Tymczasem Fineasz i Ferb organizują podniebny mecz tenisa, gdzie zostają trafieni inatorem i zaczynają mieć pecha. Doktor Dundersztyc ma odwrotną sytuację, zaczyna mieć szczęście. | |                                        |                                                  |                                               |
| 116 | Zwrot / Burza niedoskonała Return Policy / Imperfect Storm                                                                                            | 15 lutego 2014                         | 24 stycznia 2014 (A) 11 czerwca 2014 (B)         | 15 kwietnia 2016                              |
| Zwrot: Fineasz i Ferb organizują ekstremalny mecz baseballa, zaś Fretka znajduje się w tarapatach z powodu sportów wodnych. Tymczasem doktor Dundersztyc buduje Powrotem-Do-Sklepu-Zwracator, by wysyłać rzeczy z powrotem do sklepu i dostawać pieniądze do kieszeni. Burza niedoskonała: Fineasz i Ferb stworzyli urządzenie wzmacniające wiatr i testują je na olbrzymich latawcach w parku. Fretka myśli, że w końcu ich przyłapie, kiedy mama wynajmuje dwóch chłopców, by sprzątali ogródek. Tymczasem doktor Dundersztyc buduje Wodo-Zalewator, żeby oblać swoją dziewczynę z przeszłości, która go oblewała wodą, bo Heinz jej się podobał, ale która potem dała mu kosza. | |                                        |                                                  |                                               |
| 117 | Paromaniacy / To nie jest piknik Steampunx / It’s No Picnic                                                                                           | 8 lutego 2014                          | 15 listopada 2013 (A) 23 czerwca 2014 (B)        | 18 kwietnia 2016                              |
| Paromaniacy: Kiedy Fineasz i Ferb odkryli okolicznościową monetę ze Światowego Festynu w Danville z 1903 roku, zabierają ją natychmiast z powrotem do festiwalu, gdzie urządzenia napędzane były parą, a dzieci były przygotowane do tego bardzo oczekiwanego wydarzenia. To nie jest piknik: Ferb wybiera się do dentysty, a Buford i Baljeet są na Tjinder-Van Stomm walk kuchennych rodzin, więc Izabela zostaje sama z Fineaszem i planuje romantyczny piknik z pomocą Ogników. Tymczasem doktor Dundersztyc tworzy Teleport-Inator, by teleportować Vanessę do kina na film „Krzywda 4". | |                                        |                                                  |                                               |
| 118 | Przerażająca Trójstanowa Trylogia Strachu Terrifying Tri-State Trilogy of Terror                                                                      | 25 stycznia 2014                       | 5 października 2013                              | 19 kwietnia 2016                              |
| Fretce przypadkowo kojarzy się zaklęcie, które zamienia jej pluszową Kaczuszkę Momo w żywą, oddychającą lalkę, która jest nastawiona na jej prześladowanie. Doktor Dundersztyc spotyka niewytłumaczalne Wielką Unoszącą Się Główkę Dziecka, która przyznaje przeklęte życzenia. Fineasz, Ferb i ich przyjaciele walczą z hordami złośliwych dziobaków, które chcą zniszczyć miasto. | |                                        |                                                  |                                               |
| 119 | Druselsteinoween / Zmierz się ze strachem Druselsteinoween / Face Your Fear                                                                           | 18 stycznia 2014                       | 4 października 2013 (A) 11 października 2013 (B) | 20 kwietnia 2016                              |
| Druselsteinoween: Gdy Vanessa dowiaduje się, że doktor Dundersztyc odziedziczył zamek w Drusselstein tuż obok niej, chce urządzić największą halloweenową imprezę. Całe miasto jest tam, w tym Fineasz i Ferb, którzy działają jako współorganizatorzy imprezy planistów firm i DJ-ów. Tymczasem doktor Dundersztyc werbuje Pepe, aby pomóc mu znaleźć duży, ukryty skarb jego ciotki został umieszczony gdzieś w zamku. Zmierz się ze strachem: Po studiowaniu godzinami horrorów, doktor Dundersztyc rozwija teorię powiększania małych, uroczych zwierzątek pod postacią gigantycznych bestii, które pomogłyby mu przejąć obszar trzech stanów. Ale kiedy stawia plan w życie, szybko uświadamia sobie, to może być za dużo dla niego, aby nimi się posłużyć. Tymczasem Fineasz i Ferb robią miasto z gigantycznej, odnawialnej pianki, aby oni mogli bezpiecznie wykonywać triki na desce, a wycieczka z Fretką do kosmicznego laboratorium w Danville daje jej szansę na przyłapanie w wysokiej technologii. | |                                        |                                                  |                                               |
| 120 | Ultimatum Klimpaloona The Klimpaloon Ultimatum | 19 lipca 2014                          | 7 lipca 2014                                     | 21 kwietnia 2016                              |
| Pewien zespół muzyczny rzuca wyzwanie Miłosiom w konkursie piosenki opartej na faktach. Aby wykonać swoją „Balladę o Klimpaloonie”, Danny, Bobby i Sherman wybierają się w Himalaje, by udowodnić, że legendarny kostium kąpielowy istnieje. Tymczasem doktor Dundersztyc zamierza zmienić Rogera w guźca. | |                                        |                                                  |                                               |
| 121 | Dusiek 101 / Dzień Ojca Doof 101 / Father’s Day | 10 stycznia 2015 (A) 5 lipca 2014 (B)  | 27 listopada 2014 (A) 10 czerwca 2014 (B)        | 22 kwietnia 2016                              |
| Dusiek 101: Zmuszony do wyboru pomiędzy więzieniem a pracami społecznymi, doktor Dundersztyc zaczyna pracę nauczyciela w szkole Vanessy. W tym czasie pewna trójka robaków próbuje zostać pierwszymi owadami, które będą rozmawiać z ludźmi. Fineasz i Ferb modyfikują szkolne boisko. Dzień Ojca: Fineasz i Ferb naprawiają samolot dziadka Fletchera, a Pepe pomaga doktorowi Dundersztycowi odnaleźć krasnala ogrodowego jego ojca. | |                                        |                                                  |                                               |
| 122 | Operacja: „Placuszek z kruszonką” / Fretka-facetka Operation Crumb Cake / Mandace                                                                     | 26 lipca 2014                          | 14 lipca 2014                                    | 25 kwietnia 2016                              |
| Operacja: „Placuszek z kruszonką”: Izabela z Ognikami próbują przechwycić list, który Izabela nieopatrznie wysłała do Fineasza. Tymczasem chłopcy tworzą sztukę z jedzenia i przyborów kuchennych. Fretka-facetka: Doktor Dundersztyc emituje hologram przedstawiający dostawcę pizzy. Tymczasem Fretka spaceruje z Jeremiaszem i jego przyjaciółmi, by dowiedzieć się o czym rozmawiają chłopcy. Tymczasem Fineasz i Ferb nasycają powietrze zapachem jagód. | |                                        |                                                  |                                               |
| 123 | Opowieści ruchu oporu. Powrót do drugiego wymiaru Tales from the Resistance: Back to the 2nd Dimension                                                | 6 grudnia 2014                         | 25 listopada 2014                                | 26 kwietnia 2016                              |
| Od czasów wydarzeń z filmu „Podróż w drugim wymiarze” minęły 2 miesiące. Doktor Dundersztyc siedzi w więzieniu, a życie w alternatywnym Danville wraca do normalności po okupacji tyrana. Jedynie Fretka, pragnąca wiecznych wrażeń, tęskni za dawnym, podziemnym życiem. Dzieci znajdują ukryte pod ziemią, a niegdyś zabronione, stare piłki i inny sprzęt sportowy, które Lawrence niegdyś schował. Z racji, iż nie ma dłużej sensu ukrywać przedmiotów służących do zabawy, Fineasz i Ferb postanawiają, najzwyczajniej w (normalnym) świecie, zająć się nieznanym dotąd sportem. Major Monogram próbuje stworzyć na nowo sieć agentów-zwierzaków. Zabawę w parku przerywa atak robotycznych mrówek-gigantów, którym towarzyszą zamienieni w cyborgi agenci, którzy porywają Pepe. Fretka w końcu może ruszać do akcji. Pomagają jej, rzecz jasna, dzieci. Czy za całym złem stoi, pomimo przebywania w więzieniu, doktor Dundersztyc?                                                                        | |                                        |                                                  |                                               |
| 124 | Powrót zbuntowanego królika / Żyj i pozwól jechać The Return of the Rogue Rabbit / Live and Let Drive                                                 | 12 lipca 2014                          | 16 czerwca 2014 (A) 1 marca 2014 (B)             | 27 kwietnia 2016                              |
| Powrót zbuntowanego królika: Fineasz i Ferb pomagają zastępowi Ogników w organizacji kukiełkowego przedstawienia. Tymczasem doktor Dundersztyc umożliwia królikowi Dennisowi ucieczkę z więzienia. Żyj i pozwól jechać: Pepe wyrusza do czarującego miasteczka Księstwo w Montezłościowa, aby powstrzymać doktora Dundersztyca przed wygraniem Grand Prix i zdobycia mnóstwa pieniędzy. Kiedy doktor Dundersztyc używa Nie-obchodzi-mnie-Inatora, aby sabotować wyścig i wyeliminować przeciwników, w tym międzynarodową legendę jazdy włosko-szwajcarsko-szkocko-holenderskiego pochodzenia Paolo Vanderbeeka, Agent P musi chwycić za kierownicę i zmierzyć się ze swoim przeciwnikiem. Tymczasem Fineasz i Ferb organizują swój własny rajd samochodowy, z prowadzącymi programu Top Gear w roli prowadzących. | |                                        |                                                  |                                               |
| 125 | Zagubieni w Danville / Metoda Inator Lost in Danville / The Inator Method                                                                             | 4 października 2014                    | 29 września 2014                                 | 28 kwietnia 2016                              |
| Zagubieni w Danville: Fineasz i Ferb znajdują kapsułę, która spadła z nieba i chcą ją otworzyć. Tymczasem doktor Dundersztyc zostaje porwany przez osobę o imieniu Profesor Zagadka, którego wrogiem jest Pupu Pan Panda. Metoda Inator: Dundersztyc organizuje seminarium na temat jego stylu prezentacji inatorów. W tym samym czasie Fineasz, Ferb i przyjaciele odbywają wyścig planetarny, a Fretka chce udowodnić, że potrafi posprzątać pokój i grać w grę MMORPG jednocześnie. | |                                        |                                                  |                                               |
| 126 | Czas dojrzeć Act Your Age | 14 marca 2015                          | 9 lutego 2015                                    | 29 kwietnia 2016                              |
| Minęło 10 lat od momentu rozpoczęcia serialu. Fineasz chce wybrać, do jakiej szkoły wyższej ma pójść, gdy dowiaduje się, że Izabela jest w nim zakochana. Pragnie odwzajemnić uczucie, nim dziewczyna wyjedzie do college’u. Tymczasem doktor Dundersztyc przeżywa kryzys wieku średniego. | |                                        |                                                  |                                               |
| 127/128 | Fineasz i Ferb ratują lato Phineas and Ferb Save Summer                                                                                               | 28 czerwca 2014                        | 9 czerwca 2014                                   | 2 maja 2016 (część 1) 3 maja 2016 (część 2)   |
| B.A.B.E.C.Z.K.A odsuwa Ziemię z dala od słońca. Fineasz i Ferb ruszają do akcji, by uniknąć kolejnej epoki lodowcowej i ocalić lato. Do tej walki włączają się także: Agent P, major Monogram i Carl. | |                                        |                                                  |                                               |
| 129/130 | Noc żywych aptekarzy Night of the Living Pharmacist                                                                                                   | 25 października 2014                   | 4 października 2014                              | 4 maja 2016 (część 1) 5 maja 2016 (część 2)   |
| Doktor Dundersztyc zamierza zaszkodzić swojemu bratu, czyniąc go brzydszym, jednak jego inator przypadkowo w wyniku przeciążenia maszyny nie tylko zamienia Rogera w najbrzydszą osobę na świecie, czyli Dundersztyca, ale pozbawia go intelektu i sprawia też, że każdy, kogo burmistrz teraz dotknie, zmienia się w klona doktora myślącego tylko o dalszej replikacji. Agent P, a także Fineasz i przyjaciele muszą współpracować, aby uratować miasto i jego obywateli. | |                                        |                                                  |                                               |
| 131/132 | Fineasz i Ferb: Star Wars Phineas and Ferb: Star Wars                                                                                                 | 30 sierpnia 2014                       | 26 lipca 2014                                    | 27 września 2014                              |
| Dawno temu, w odległej galaktyce Fineasz i Ferb żyli sobie szczęśliwie na planecie Tatooine, tylko jedną farmę dalej od Luke’a Skywalkera. Nagle znajdują się w samym sercu globalnej rebelii, gdy plany wysadzenia Gwiazdy Śmierci wpadają im w ręce. Gdy przeznaczenie nieoczekiwanie wciąga braci w walkę o wolność, muszą oni znaleźć pilota, który zabierze ich do Rebeliantów, którym mogą przekazać plany. Sprawę komplikuje fakt, że siostra chłopców Fretka dowodzi "przyłapialskim rebeliantom", którzy ścigają Fineasza i Ferba po całej galaktyce, by zdobyć projekt Gwiazdy Śmierci. Tymczasem w Gwieździe doktor Darthensztyc, padawan Dartha Vadera stworzył napędzany mocą Sith-Inator, który chce użyć przeciw Sojuszowi Rebeliantów. Agent P, pracujący pod przykrywką dla Rebelii zostaje wysłany, by go powstrzymać, ale zostaje uwięziony w karbonicie. Nagle sprawy przybierają zaskakujący obrót, gdyż Ferb zostaje przypadkowo trafiony Sith-Inatorem i staje się złym Sithem!            | |                                        |                                                  |                                               |
| 133 | Fineasza i Ferba Muzyczno-Klipowe Odliczanie prowadzone przez Kelly Osbourne Phineas and Ferb’s Musical Cliptastic Countdown Hosted by Kelly Osbourne | nieemitowany                           | 28 czerwca 2013                                  | nieemitowany                                  |
| Doktor Dundersztyc i major Monogram chcą prowadzić program 10 najlepszymi piosenkami z sezonu 2 i 3, wkrótce okazuje się, że to Kelly Osbourne będzie prowadziła program. Doktor Dundersztyc chce wysłać Kelly do innego wymiaru, ale Pepe ją ratuje i to doktor Dundersztyc jest w innym wymiarze. Występuje też gościnnie Maia Mitchell. | |                                        |                                                  |                                               |
| 134/135 | Fineasz i Ferb: Ostatni dzień lata Last Day of Summer                                                                                                 | 13 czerwca 2015                        | 12 czerwca 2015                                  | 10 maja 2016 (część 1) 11 maja 2016 (część 2) |
| Nadszedł ostatni dzień lata i to dla Fretki ostatnia szansa, żeby przyłapać Fineasza i Ferba. Oczywiście nie udaje jej się. Gdy Fretka natrafia na Od-Nowa-Inator doktora Dundersztyca, postanawiać go użyć, by powtórzyć dzień i wreszcie przyłapać braci. Niestety, wynalazek niszczy kontinuum czasoprzestrzenne i powoduje, że dni stają się coraz krótsze, a na dodatek Fineasz i Ferb znikają. | |                                        |                                                  |                                               |
| 136/137 | Fineasz i Ferb: Z akt O.B.F.S. O.W.C.A. Files | 21 listopada 2015                      | 9 listopada 2015                                 | 12 maja 2016 (część 1) 13 maja 2016 (część 2) |
| Doktor Dundersztyc stał się dobry. Pepe więc otrzymał drużynę agentów: Maggie, Karen, Harry’ego oraz doktora Dundersztyca, którego major Monogram przyjął do O.B.F.S., ponieważ w dzieciństwie wychowały go oceloty. Pchły Napoleon, Floyd i Wendell wciąż próbują zostać agentami, lecz z powodu rozmiarów są niezauważani. Tymczasem zły doktor Parentezjusz wysyła podstępem roboty-pchły do O.B.F.S., które przejmują kontrolę nad wszystkimi agentami, prócz nad trenującą drużyną agenta P. Carl i major Francis Monogram próbują wydostać się z O.B.F.S., które jest opanowane przez kontrolowanych agentów. Wszystko teraz zależy od Dziobaka i jego drużyny. | |                                        |                                                  |                                               |